# Biserica Pogorârea Sfântului Duh din Ostrov

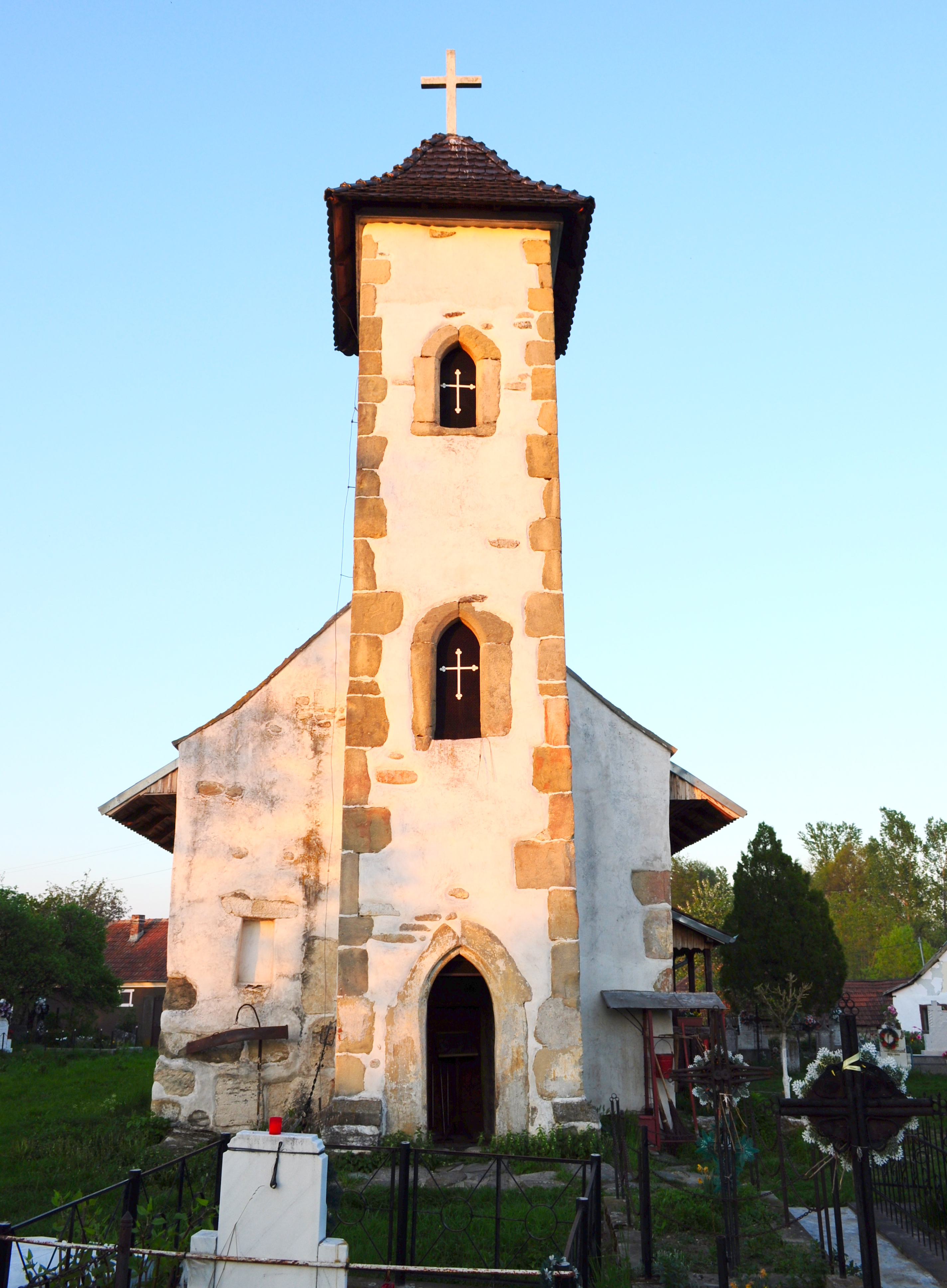
Biserica „Pogorârea Sfântului Duh” din Ostrov, județul Hunedoara, foto: aprilie 2012.

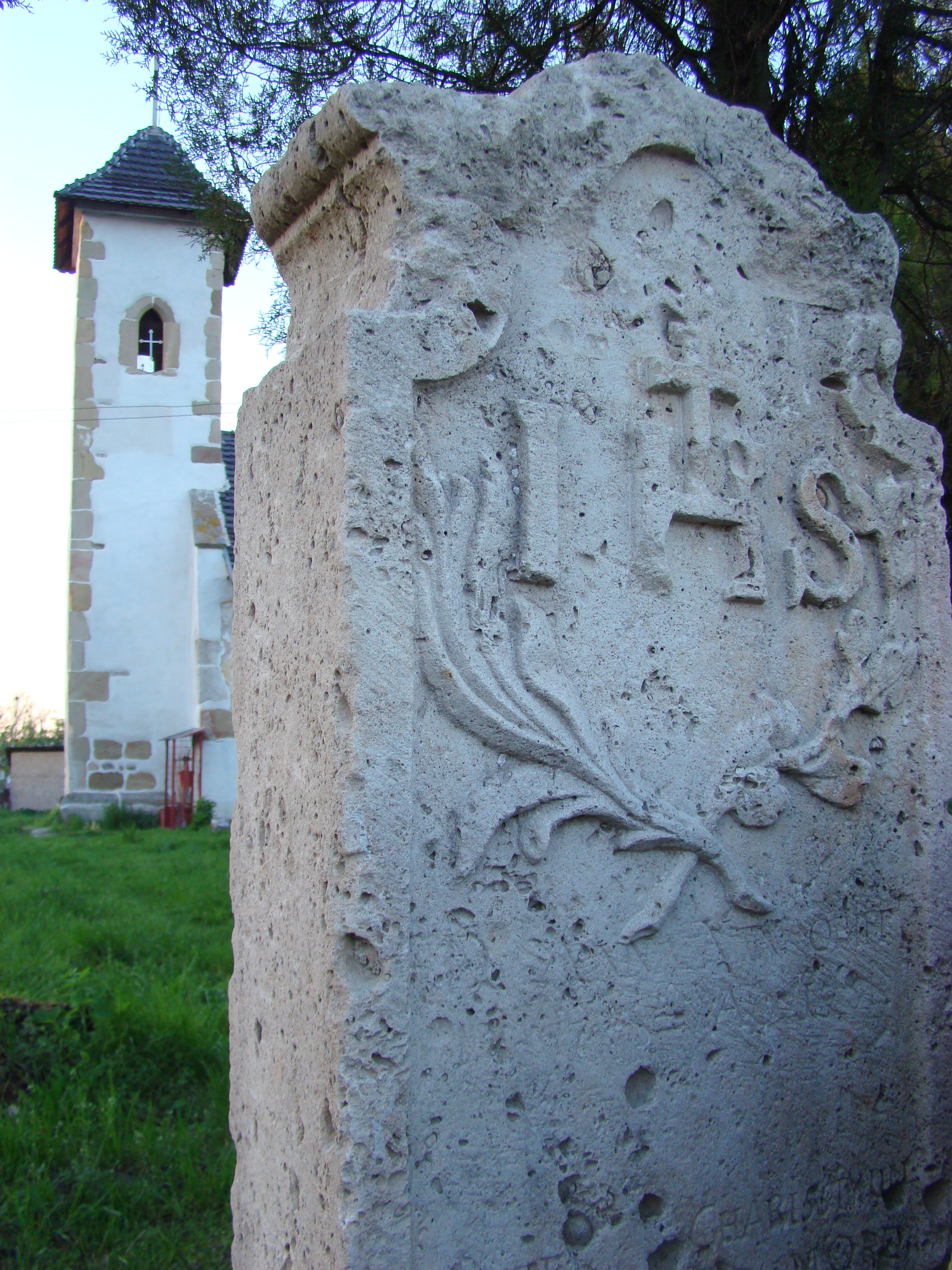
Biserica „Pogorârea Sfântului Duh” din Ostrov, județul Hunedoara, foto: aprilie 2012.

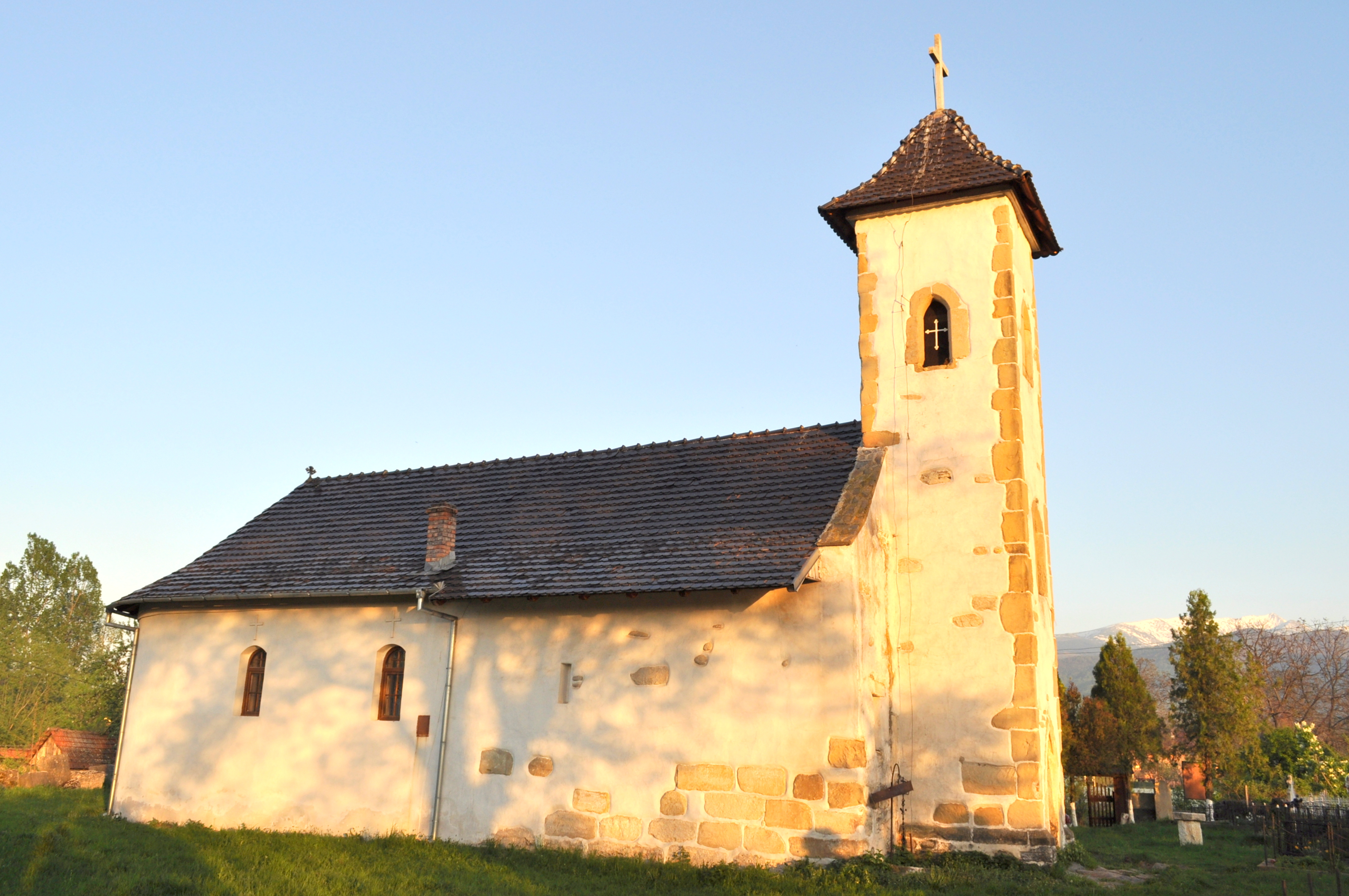
Biserica (nord-vest)

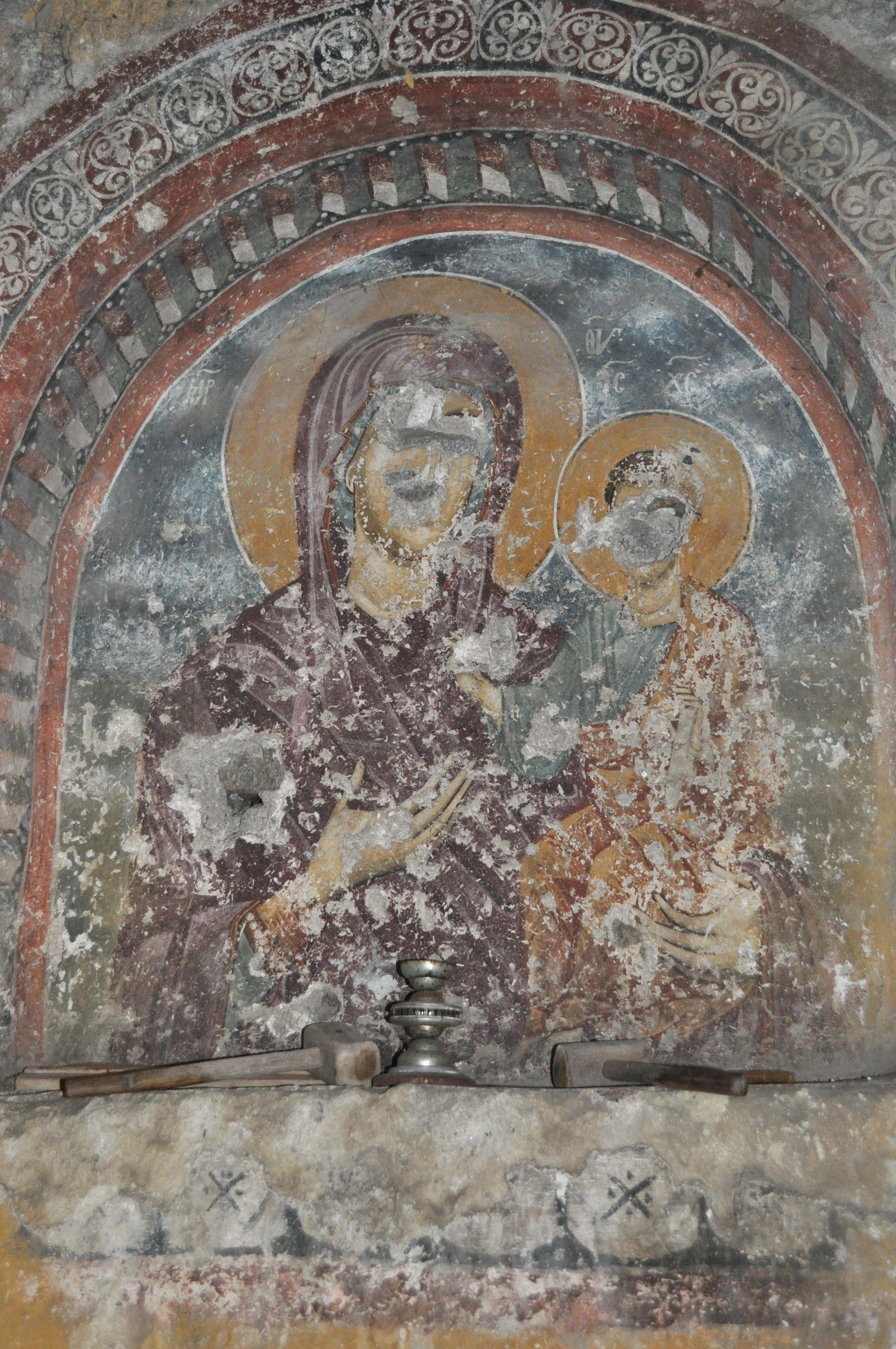
Minunata icoană a Maicii Domnului Hodighitria aflată în timpanul portalului de vest

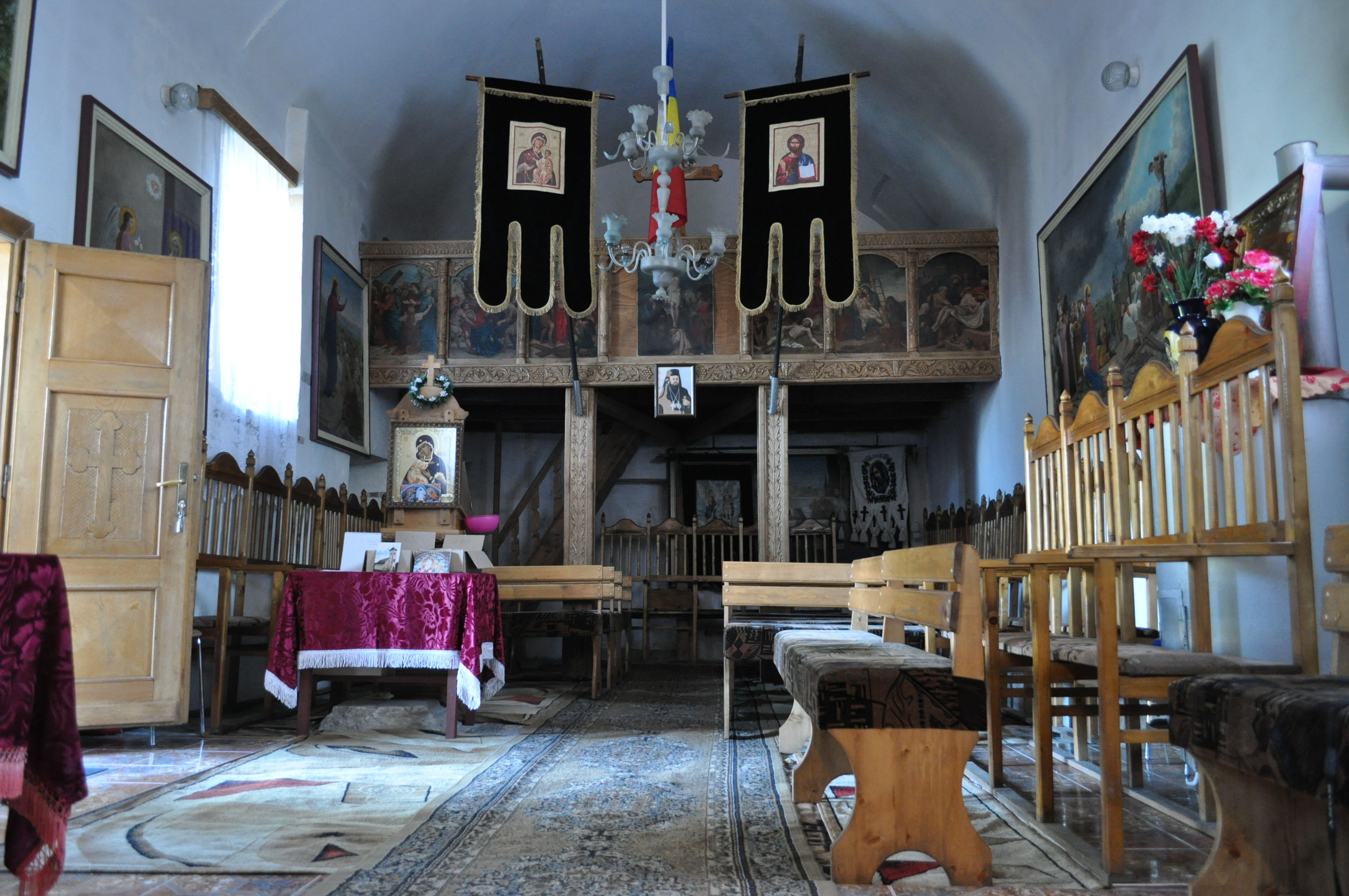
Nava spre ieșire

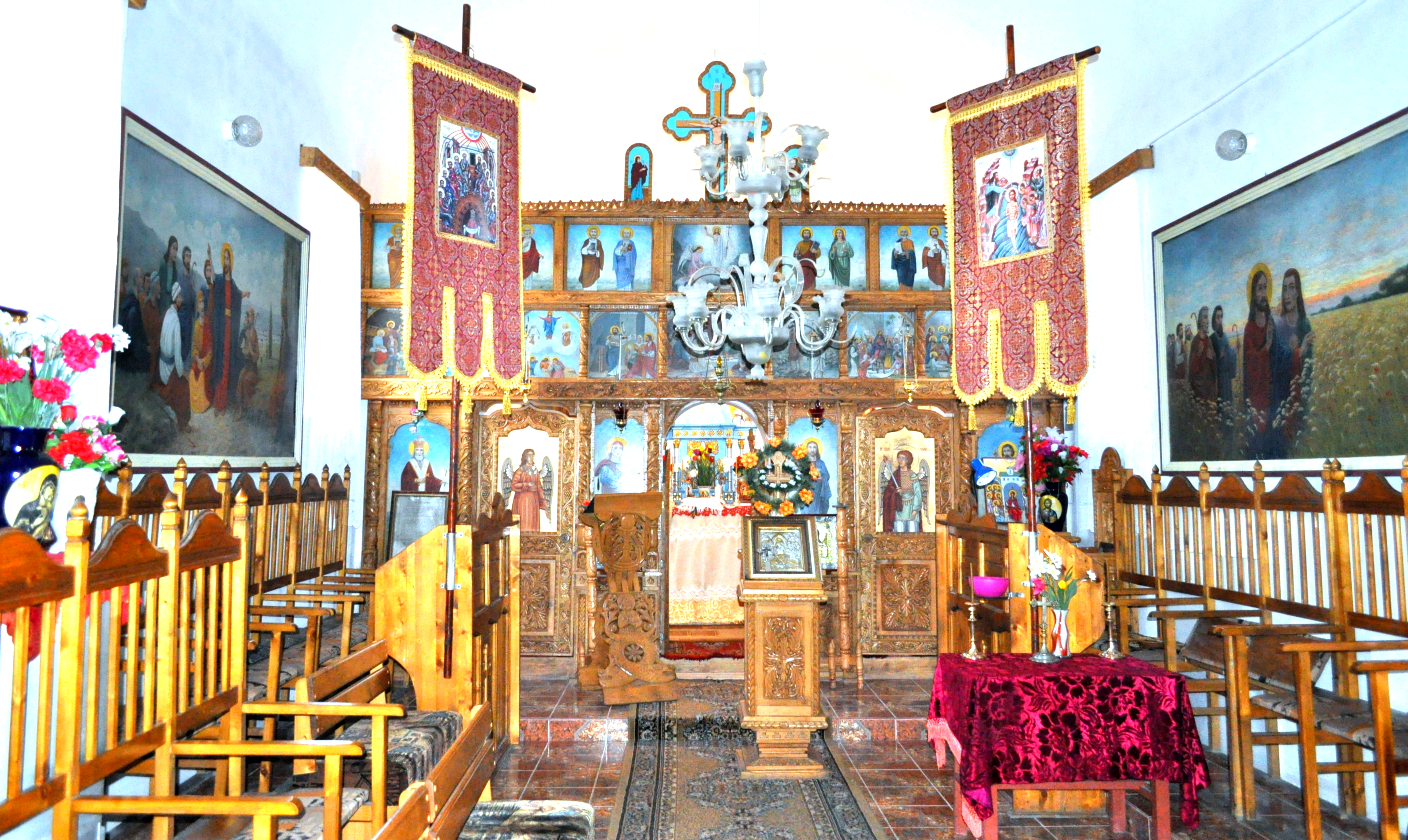
Nava spre iconostas

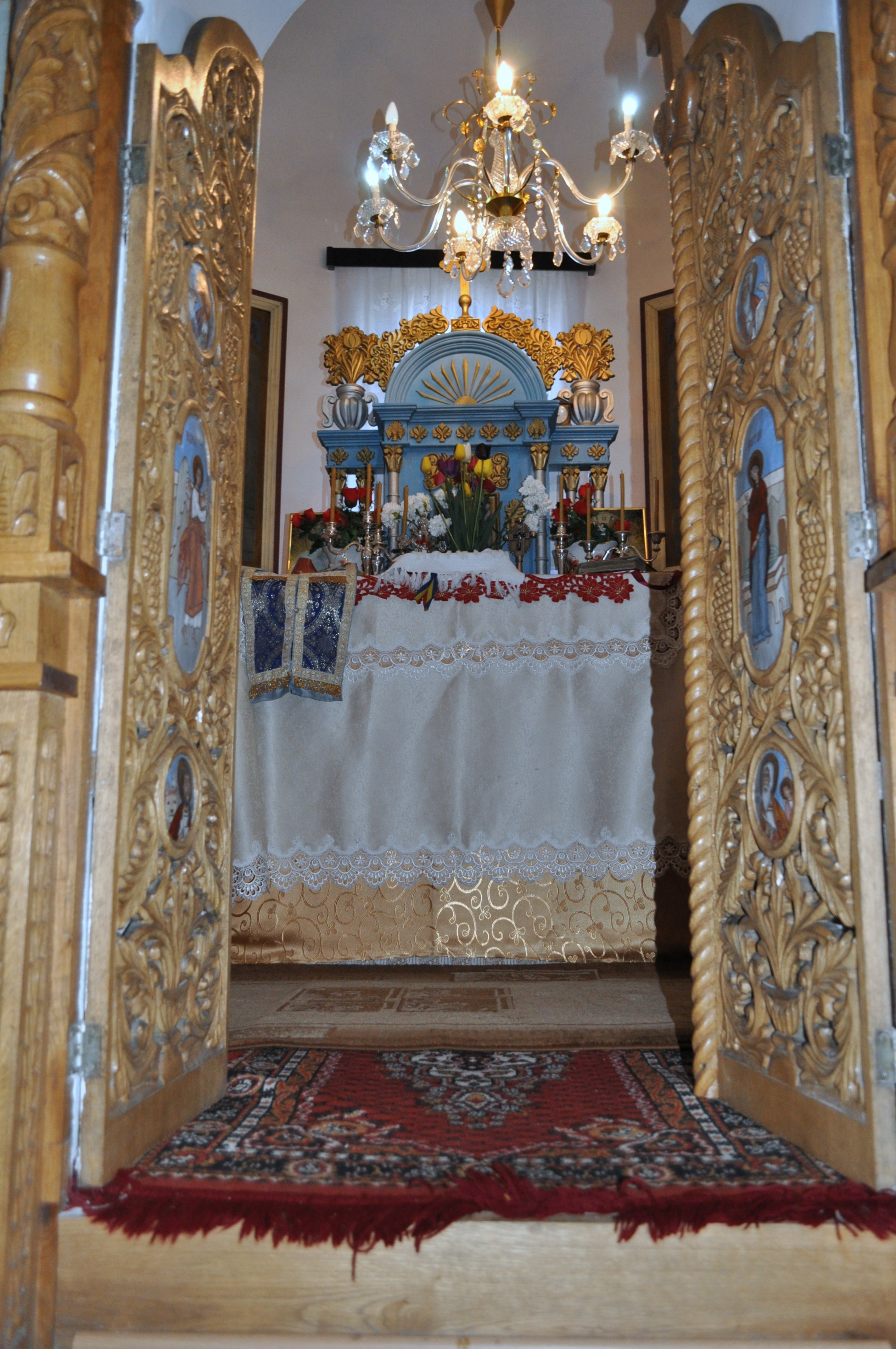
În altar

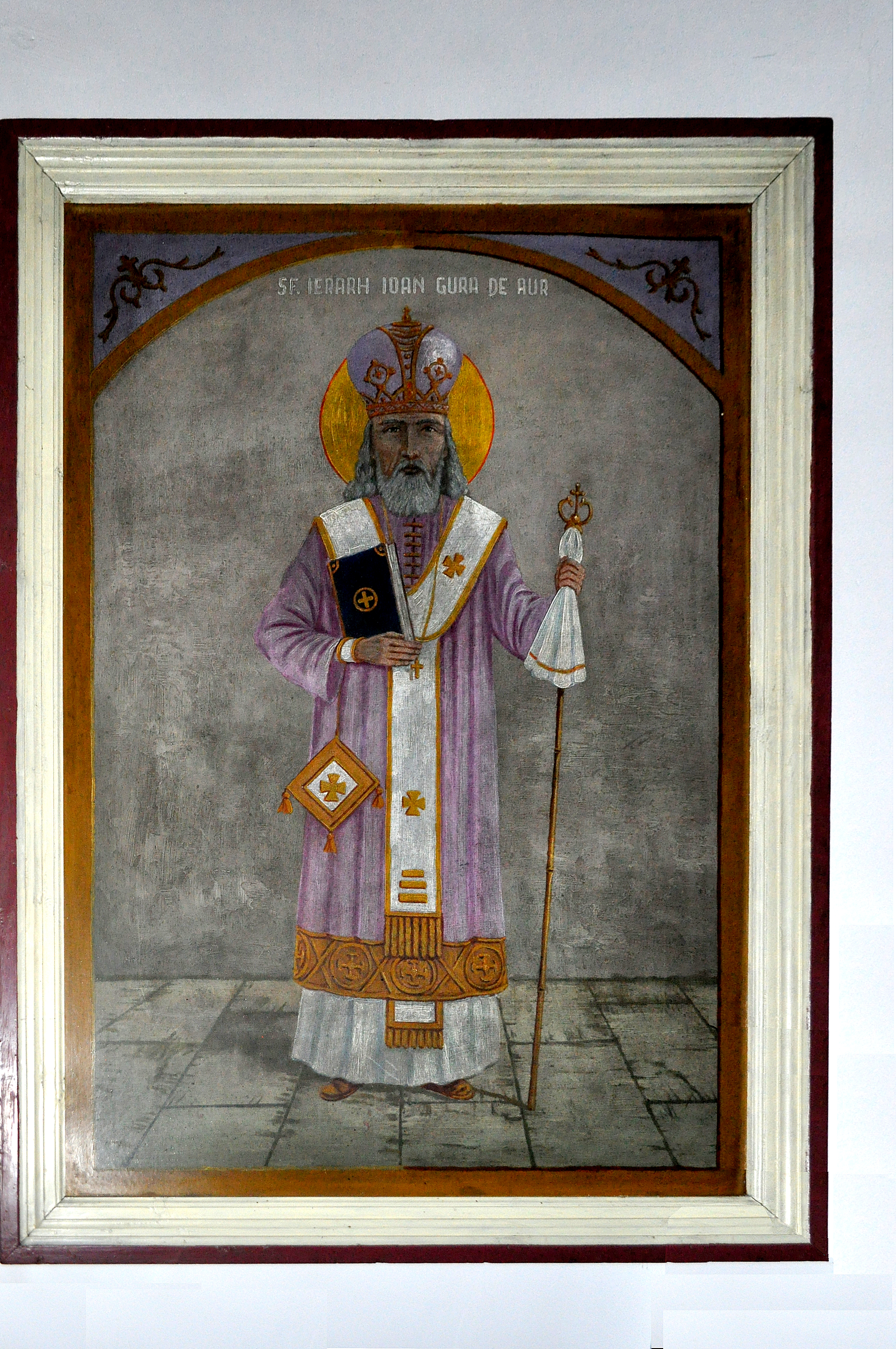
Sfântul Nicolae

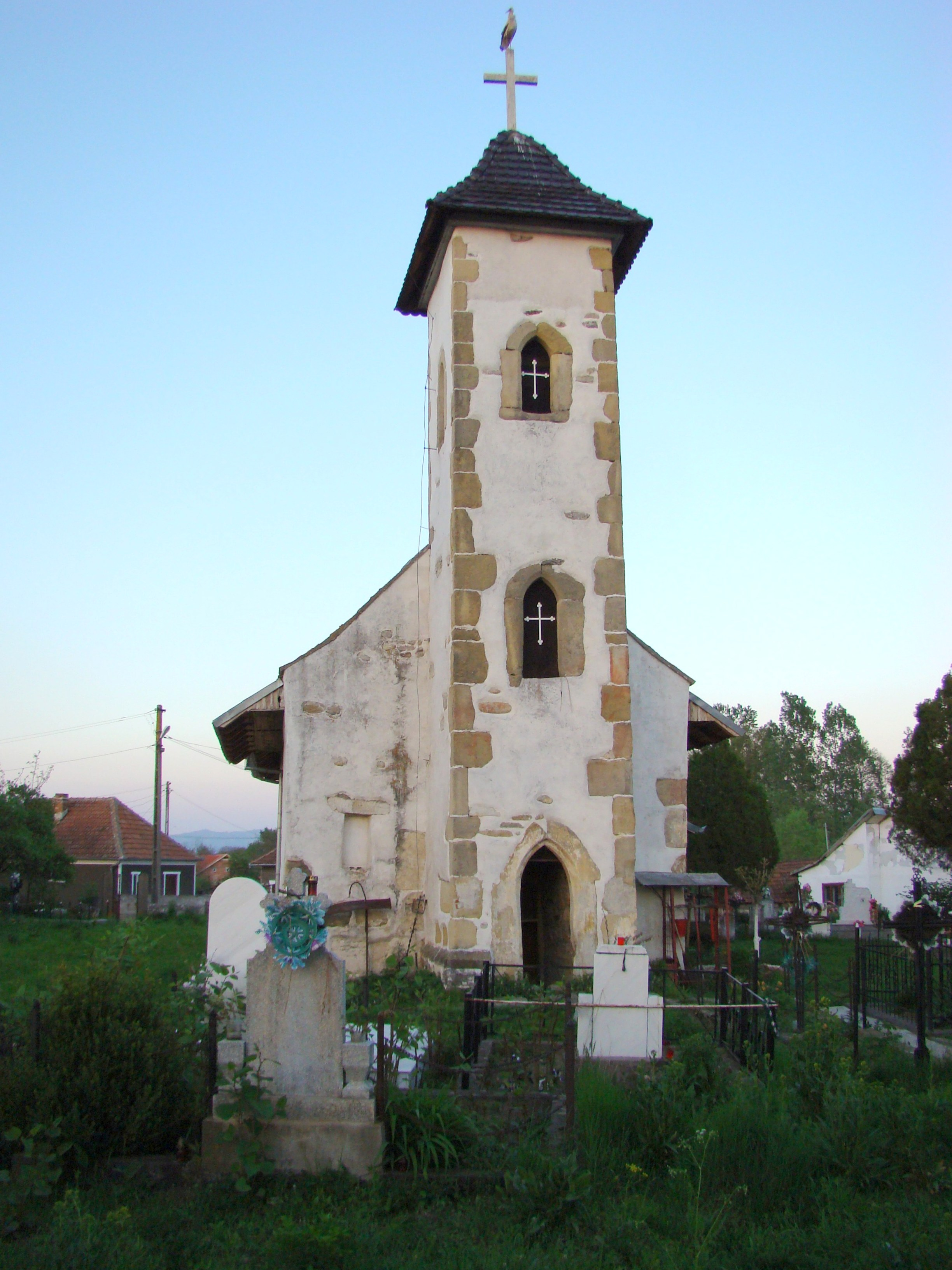
Biserica (vest)

Biserica „Pogorârea Sfântului Duh” din Ostrov, județul Hunedoara, se numără printre cele mai vechi monumente românești de zid păstrate în Transilvania. Biserica a fost construită în secolul XIV și  se află pe noua listă a monumentelor istorice sub codul LMI:  HD-II-a-A-03400.
Biserica a fost ctitorită de cnezii locali. La 1360, Petru de Ostrov era desemnat drept prim protopop cunoscut al districtului. Ca și alte monumente din Hațeg, și acesta a suferit transformări religioase. Cnezii, apoi nobilii ostroveni au ajuns de la catolici, la reformați (calvini). Și-au schimbat nu numai credința religioasă, dar și etnia inițială. Acestei majore metamorfoze i se datorează acoperirea decorațiilor interioare, specifice cultelor istorice, nu celor protestante. Imaginea de astăzi a bisericii este rezultatul unei ample transformări care au avut loc în a doua jumătate a secolului al XVIII-lea și la începutul secolului XIX. După ce a trecut prin faza greco-catolică, după 1948, comunitatea și lăcașul sunt ortodoxe. Un program parțial de restaurare (cercetări arheologice și reamenajări de paramente și pardoseli) s-a derulat acolo la începutul anilor ' 90.

## Istoric
Localitatea Ostrov este așezată în sud-vestul Hațegului, pe vechea șosea romană care făcea legătura dintre Sarmizegetusa și locul ieșirii Streiului din depresiune. Și-a primit numele de la poziția înconjurată de cursul Râului Mare și Apei Borii.
Prima dată s-a aflat despre biserică datorită cercetătorilor epocii romane (sec. XVIII), iar cea dintâi descriere se datorează vicarului greco-catolic Ștefan Moldovan (1853), care  clasat biserica într-o perioadă neverosimil de timpurie (între secolele VIII-XIII).
Analizele științifice le-a inaugurat Virgil Vătășianu (1936, 1959). Au urmat contribuții parțiale semnate de către Ștefan Lupșa, Mircea Păcurariu și Vasile Drăguț. Apoi Radu Popa a sugerat arhitectura inițială a bisericii (1986). Ulterior, investigații de arhitectură (1995-1996) și săpături arheologice (1996) au definit componentele și etapele de construcție, cu partea cea mai importantă a vechiului monument medieval.
Vechimea bisericii – din construcția inițială se mai păstrează doar pereții de sud și de vest ai navei – nu poate fi precizată cu exactitate, fiind, oricum, anterioară mijlocului secolului al XIV-lea . În anul 1360, apar menționați și clericii ”Petrus, archydiaconus de Oztro [Ostrovo n.n.], Zampa de Clopotiva, Balk de Possana [Peșteana n.n.], Dalk de Domsus [Densuș n.n.] et Dragomyr de Tusta [Tuștea n.n.], ecclesiarum sacerdotes Olachales”. La fel, nu sunt cunoscuți nici ctitorii sfântului lăcaș, aparținătorii, cu siguranță, vechii familii cneziale locale, atestată în documente tardiv, în anii 1409-1411, printr-un Stanciu, jurat al districtului Hațeg, fiul lui Dionisie de Ostrov. În cartea Ctitori și biserici din Țara Hațegului de până la 1700, apărută la Editura Muzeului Satmarean în 1997 medievistul clujean Adrian Andrei  Rusu scrie că după o anumită perioadă, înainte de maghiarizarea forțată din secolul XVI în Ostrov au venit cneji o ramură a familiei Cândea lucru întâlnit și în alte sate. 
Biserica trebuie să fi fost în vechime acoperită de frumoase fresce, dovadă cele câteva fragmente deteriorate, provenite atât din interiorul, cât și de la exteriorul lăcașului. De o parte și de alta a portalului, fațada apuseană era decorată cu picturi murale, distruse odată cu adosarea turnului-clopotniță. Capetele unui brâu decorativ, viu colorat, sunt singurele mărturii ale acestui veșmânt mural, despre a cărui valoare artistică dă mărturie fosta icoană de hram a Maicii Domnului ”Hodighitria”, încă vizibilă. Desenul fin și generos, faldurile pline, cromatica vie și bogată, toate concură în a situa această pictură în epoca paleologică a începutului secolului al XV-lea. Considerată, pe drept cuvânt, una dintre cele mai valoroase realizări ale picturii românești din Transilvania acelei perioade, icoana face trimitere la stilul picturilor murale de la biserica ”Sfântul Nicolae Domnesc” de la Curtea de Argeș, constituind, astfel, expresia elocventă a legăturilor ecleziastice existente între scaunul mitropolitan al Ungrovalahiei și protopopiatul din Ostrov. și, cum această icoană se integrează în mai largul context al picturii hațegane specifice secolului al XV-lea, detaliile stilistice, prezente și în cazul ansamblului pictural de la Densuș, permit atribuirea ei meșterului Ștefan. Din păcate, doar atât a mai rămas din vechea decorație exterioară, biserica fiind tencuită integral la sfârșitul secolului al XIX-lea.
La interior, cu prilejul cercetărilor efectuate în anii 1995 și 1996, au fost recuperate câteva fragmente de frescă din naos, descoperite în spațiul cuprins între vechea intrare sudică și cea existentă astăzi, rezultat al tăierii în zid a ferestrei actuale. Aceste fragmente constituie dovada faptului că și interiorul bisericii fusese împodobit cândva cu frumoase fresce, asemănătoare, din punctul de vedere al compoziției și al calității, cu cele de la Răchitova. Cercetările viitoare pot aduce noi mărturii în acest sens.
La fel ca majoritatea bisericilor hațegane, biserica din Ostrov nu a scăpat de tulburările confesionale ale secolelor XVI-XVIII. Propaganda calvină, patronată de familia nobiliară maghiarizată Kendeffy, în slujba căreia s-a pus și capelanul reformat Ștefan Istvánházi, pare să fi repurtat unele succese și în satul Ostrov, de vreme ce nemeșimea protestantizată s-a organizat sub forma unei filii a parohiei maghiare din Râu de Mori; o dublă uzitare liturgică, ortodoxă și calvină, nu este, așadar, exclusă. După 1701, potrivit datelor cuprinse în tabelele comisiilor de catagrafiere din anii 1733 și 1750, lăcașul a fost preluat de uniți, rămânând în această situație până la izbucnirea cunoscutei mișcări de redeșteptare religioasă (1759-1761), condusă de călugărul Sofronie de la Cioara. În conscripția ordonată de generalul austriac Niccolaus Adolph von Buccow în anii 1761-1762, lăcașul, închinat la acea dată ”Sfintei Treimi”, reapare ca unit, statut confesional păstrat cu scurte întreruperi, până în 1948. Harta iosefină a Transilvaniei (1769-1773) și conscripția din anii 1829-1831 îi atestă, de asemenea, existența.
Ca urmare a multiplelor calamități abătute asupra ei – distrugerile provocate de pustiitoarele invazii turcești din secolele XV-XVIII și de incendiile din anii 1883 și 1905 au fost semnificative -, biserica a suferit, în timp, numeroase transformări. Dacă turnul a fost adăugat în prima jumătate a secolului al XV-lea, probabil  reparației capitale din 1863 îi corespund atât înlocuirea vechiului altar și a peretelui de pe latura nordică, cât și supraînălțarea celorlalte ziduri conservate. Alte reparații s-au executat în anii 1971 și 1996-2000, ambele succedate de sfințiri ale lăcașului.

## Trăsături
Biserica, închinată praznicului „Pogorârii Duhului Sfânt”, este înconjurată de 208 pitre romane cu epigrafe latine, deliberat rânduite într-o veritabilă colecție în prima jumătate a secolului al XVI-lea. Lăcașul, fostă capelă de curte, are aspectul unei construcții dreptunghiulare alungite. Nava (4,50 x 5,20 m), boltită cu scânduri, este prelungită spre răsărit printr-o absidă semicirculară nedecroșată; la apus este mărginită de un turn suplu. 

## Imagini din exterior

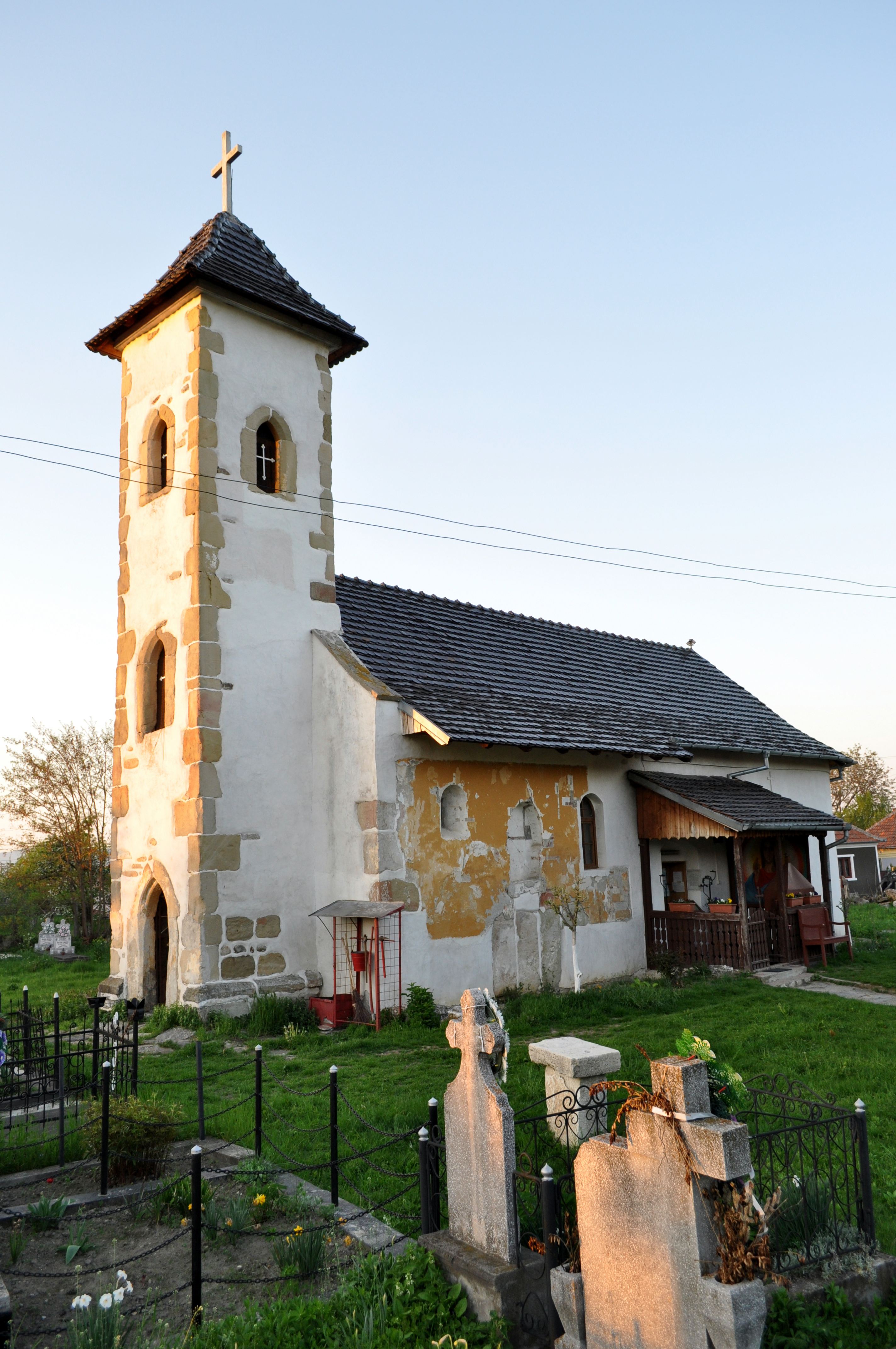
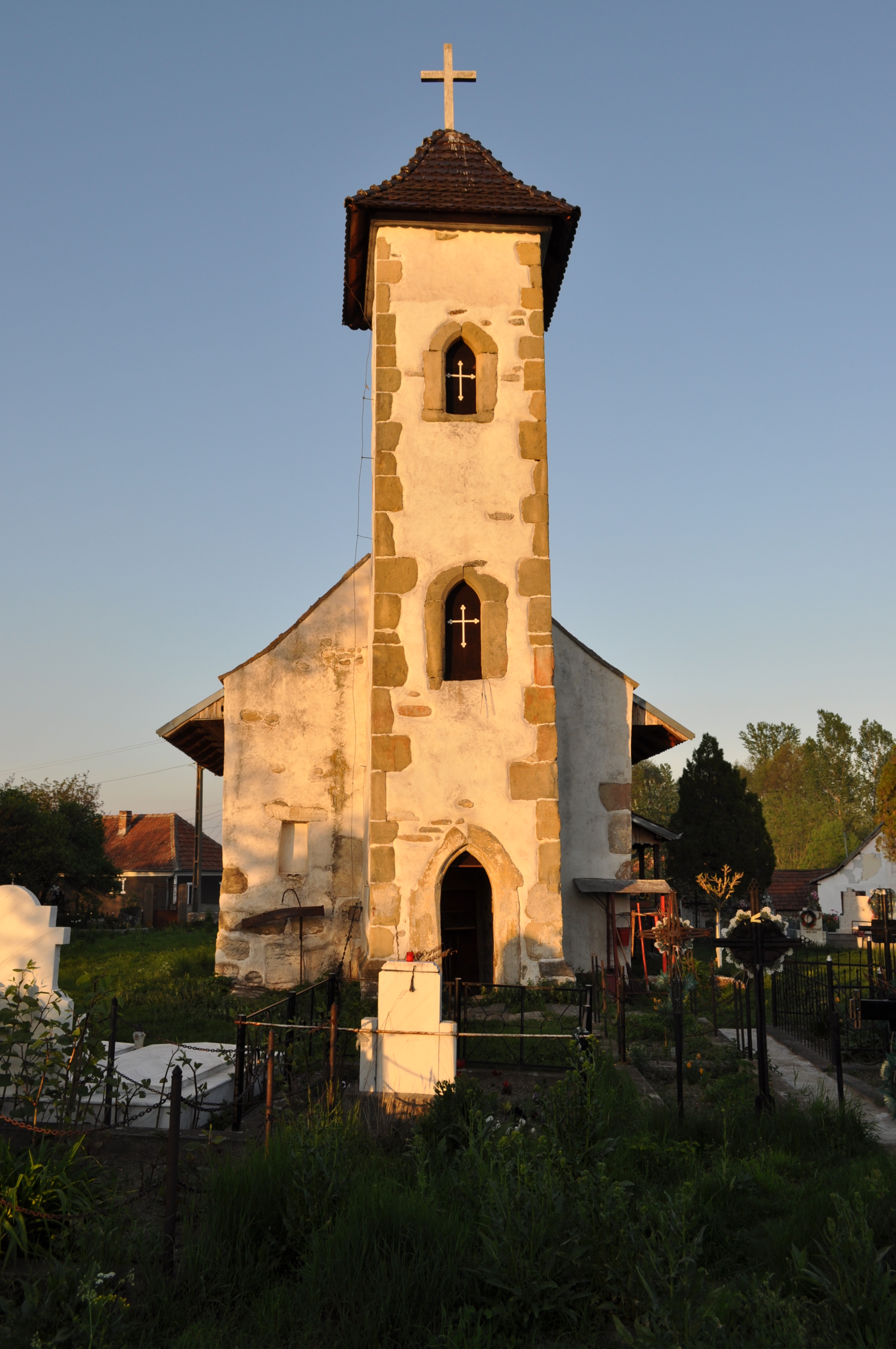
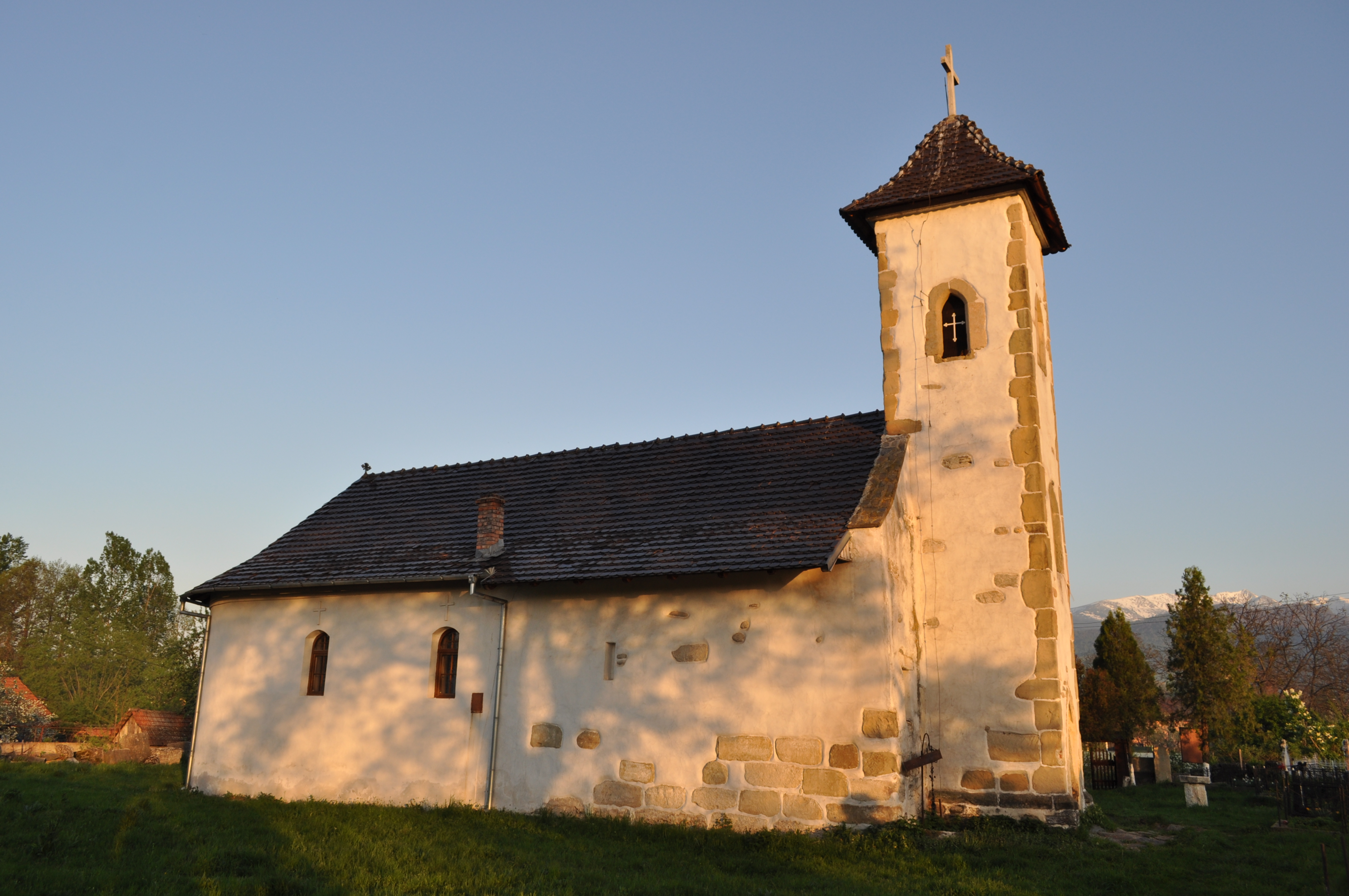
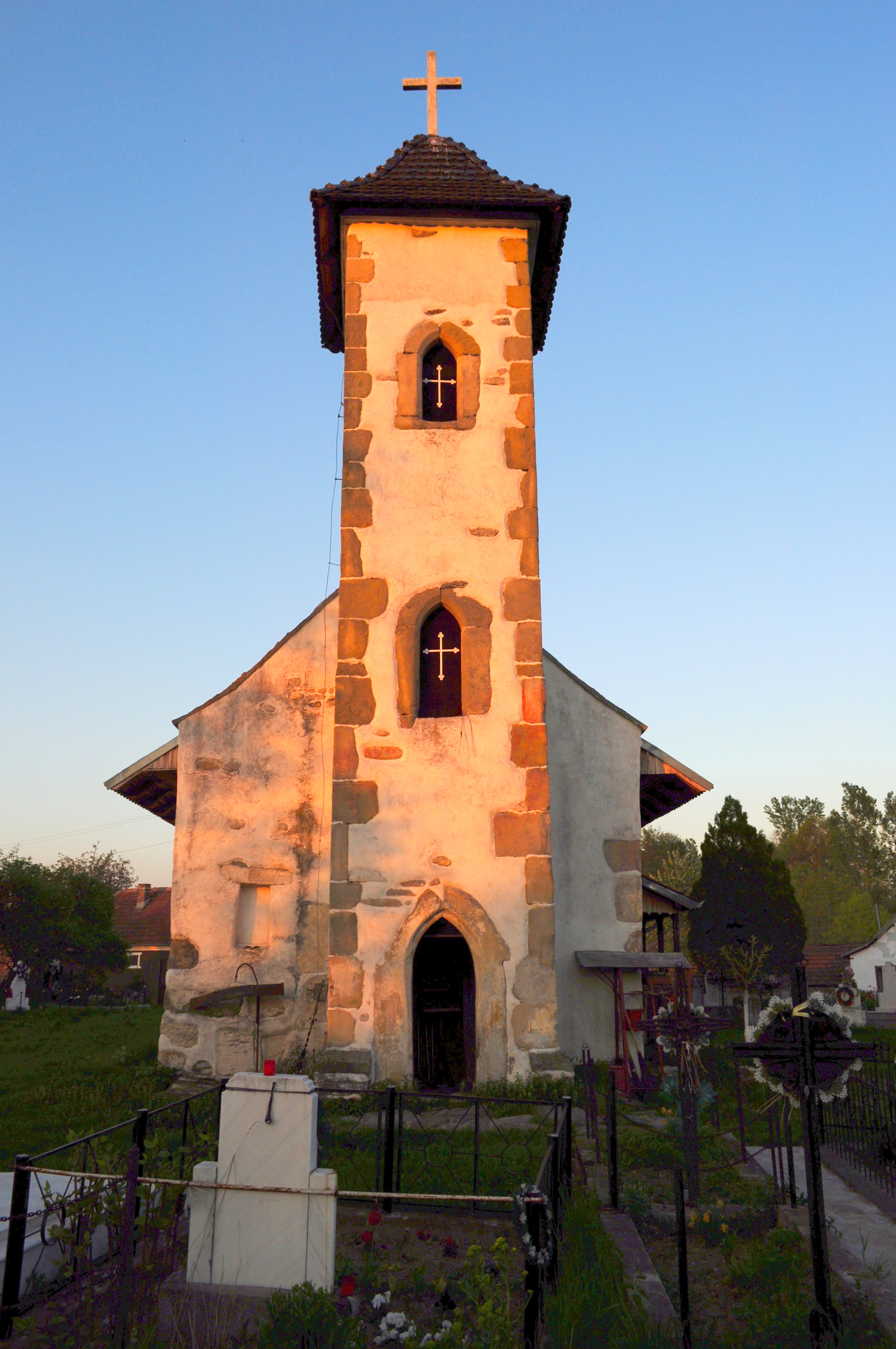
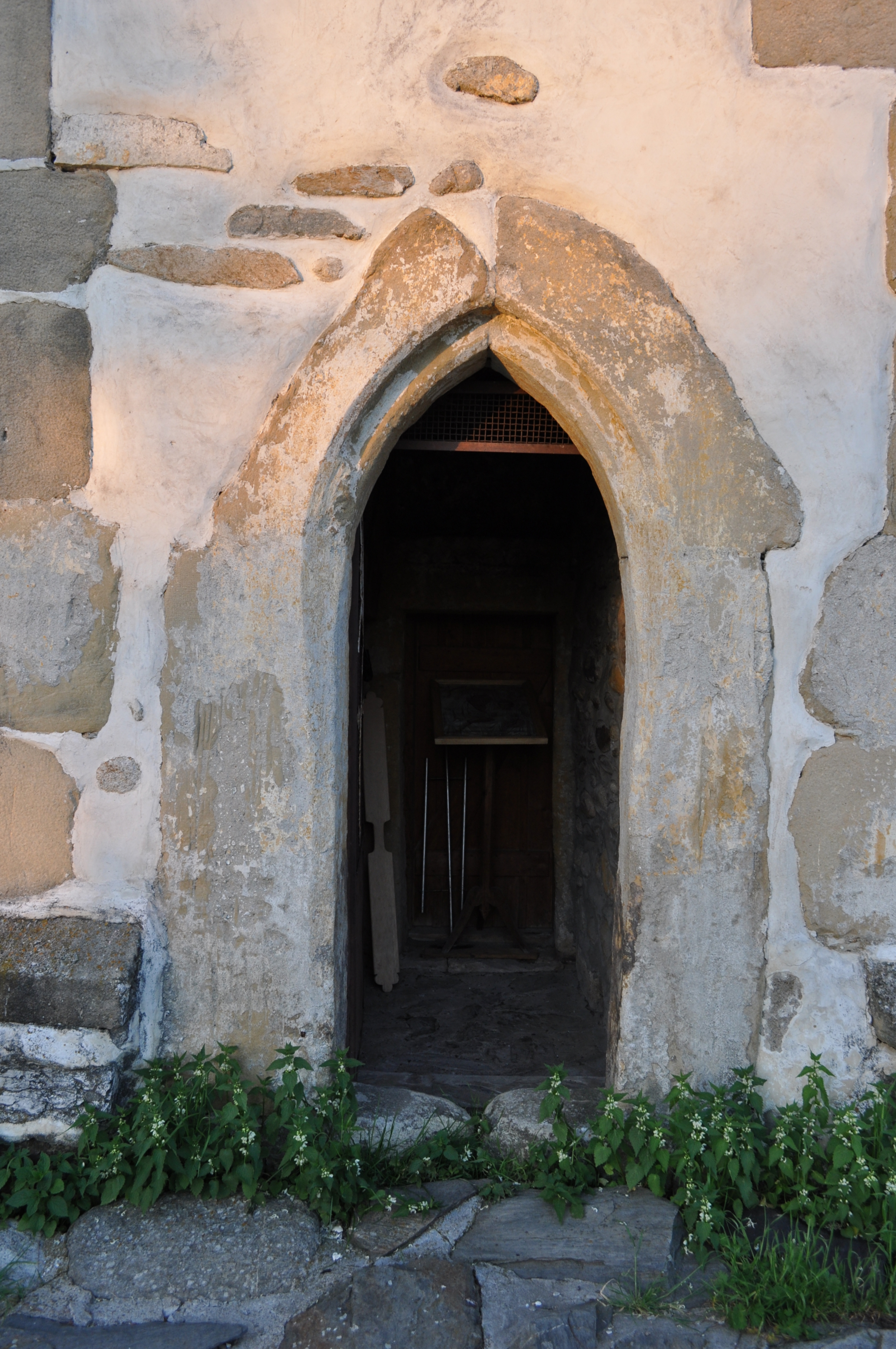
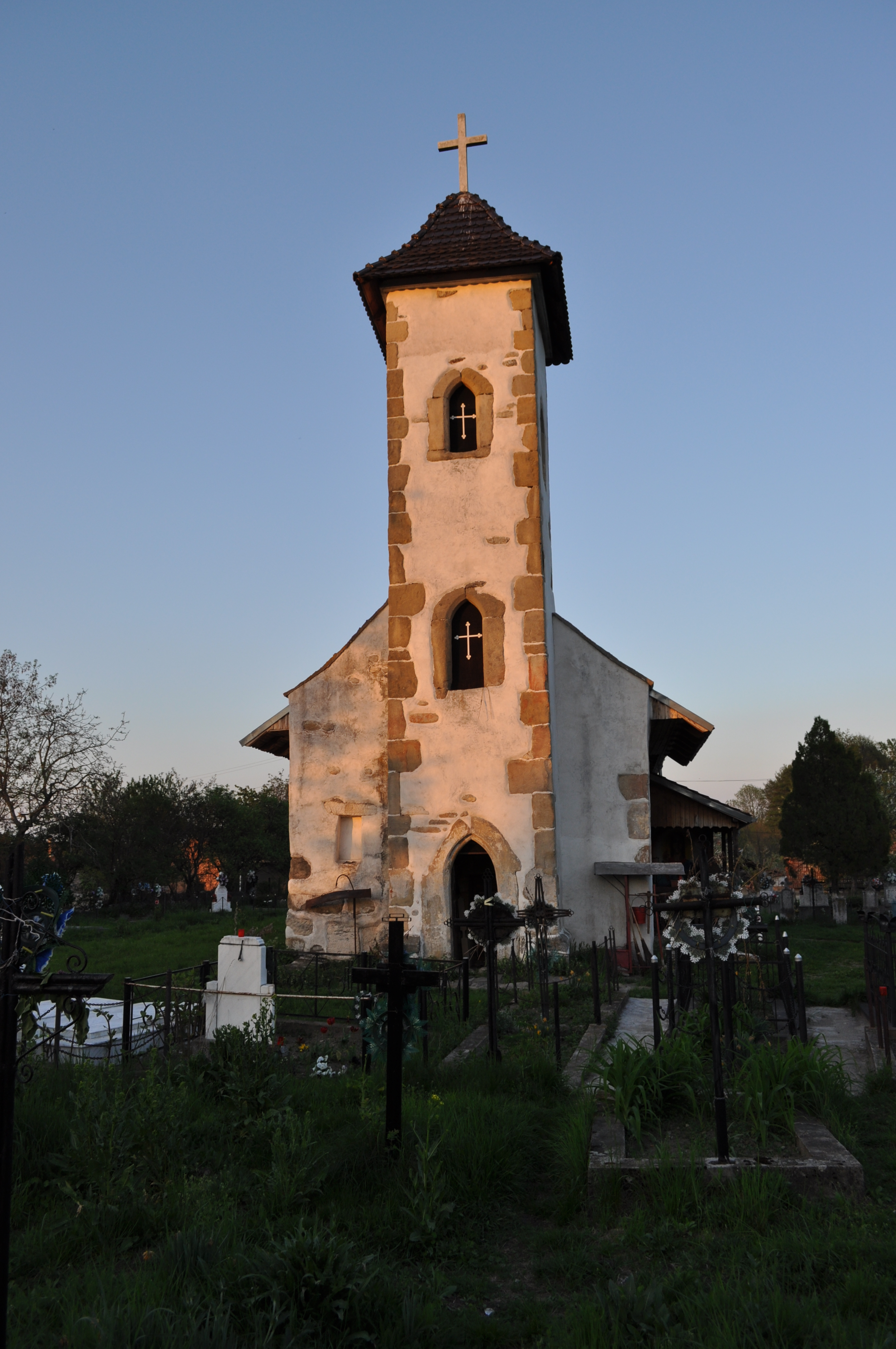
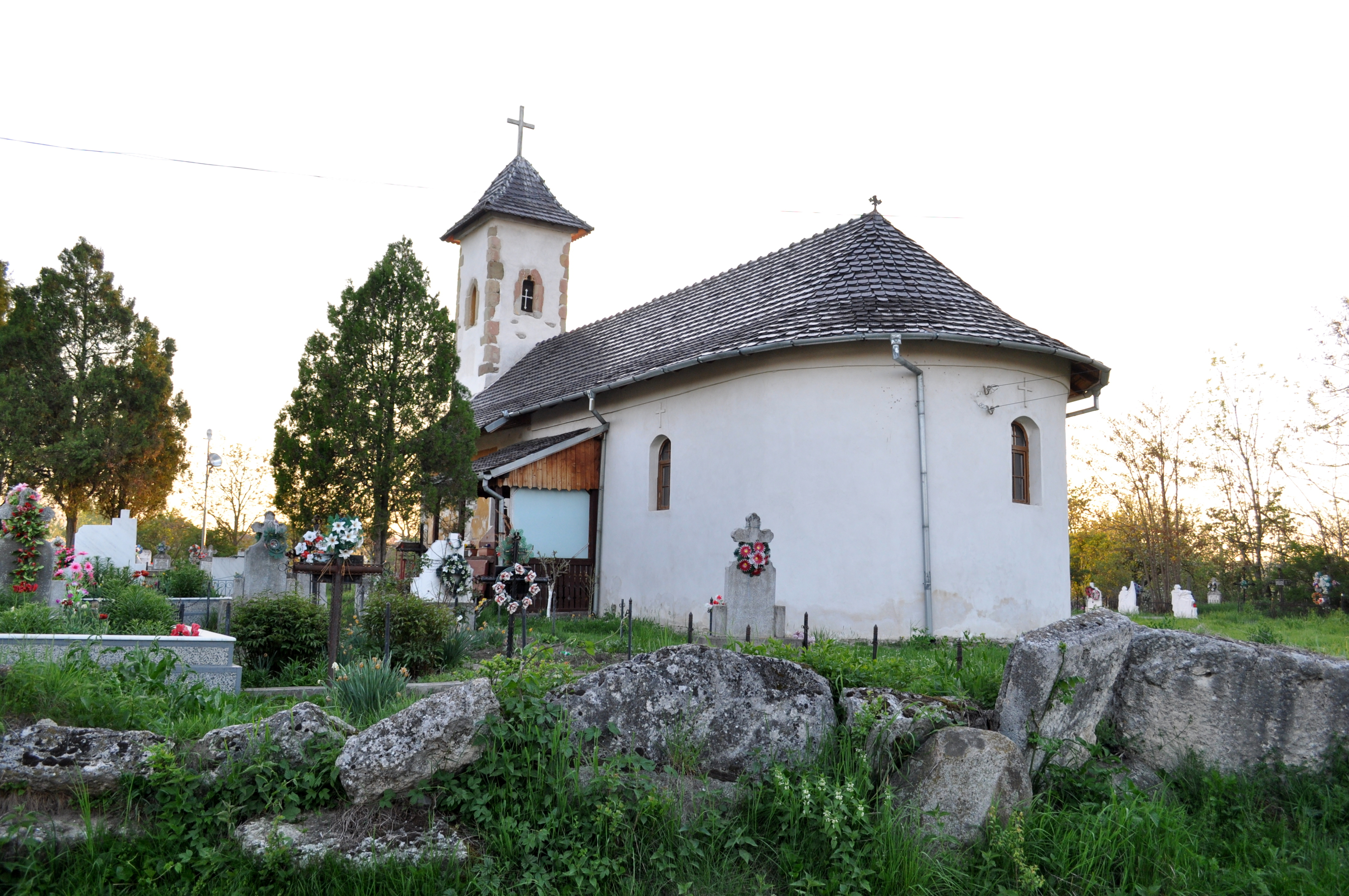
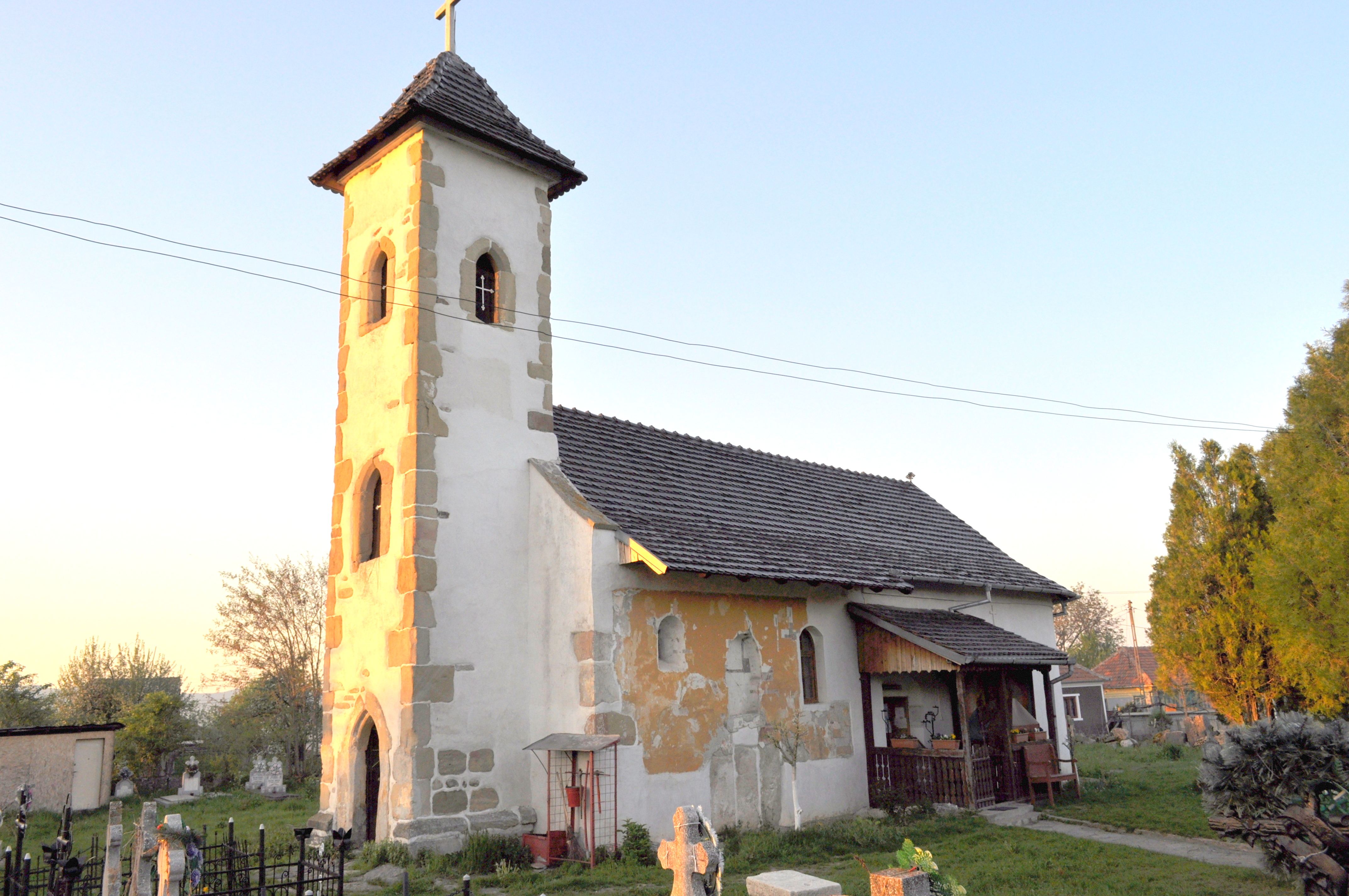
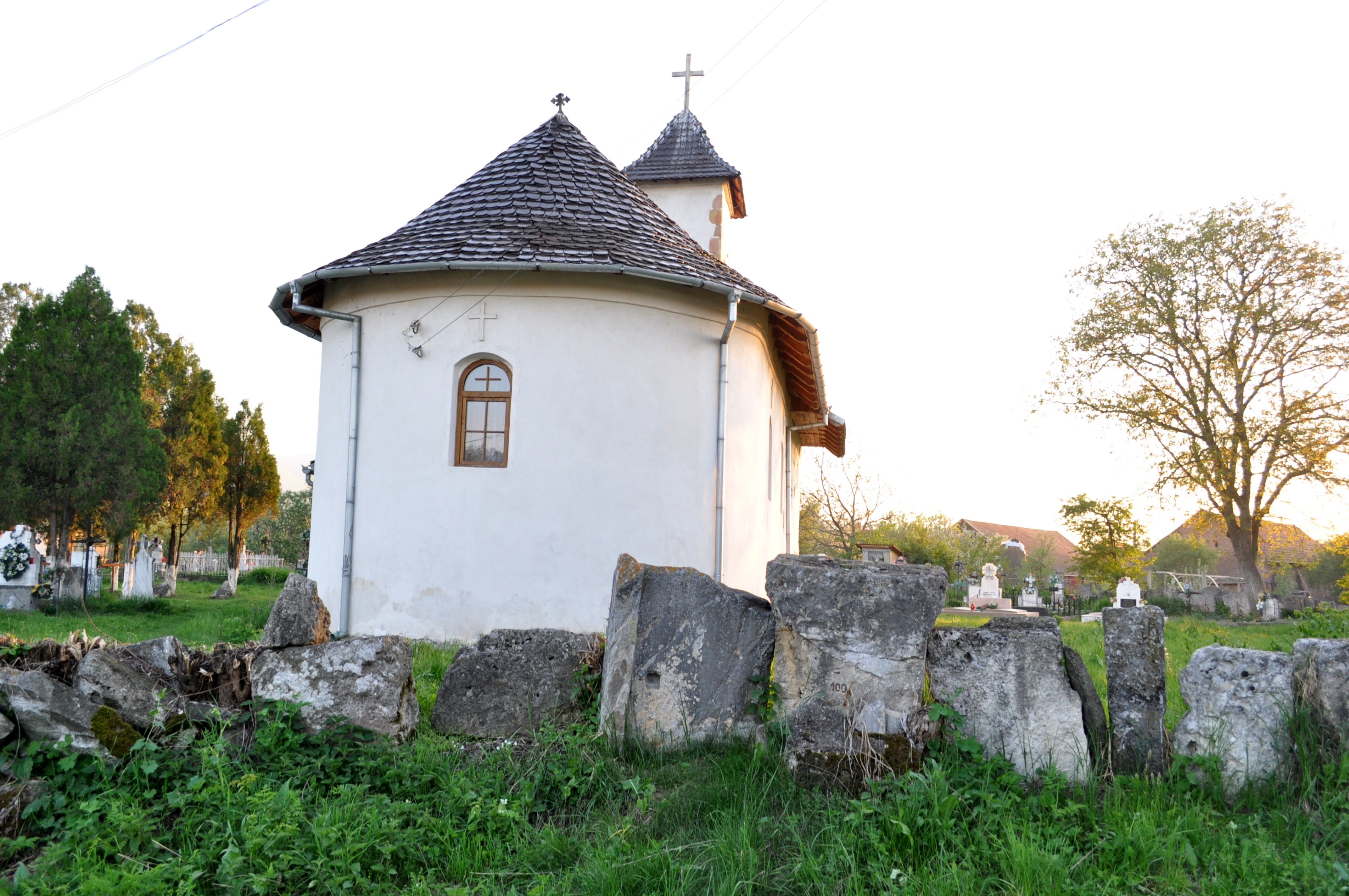
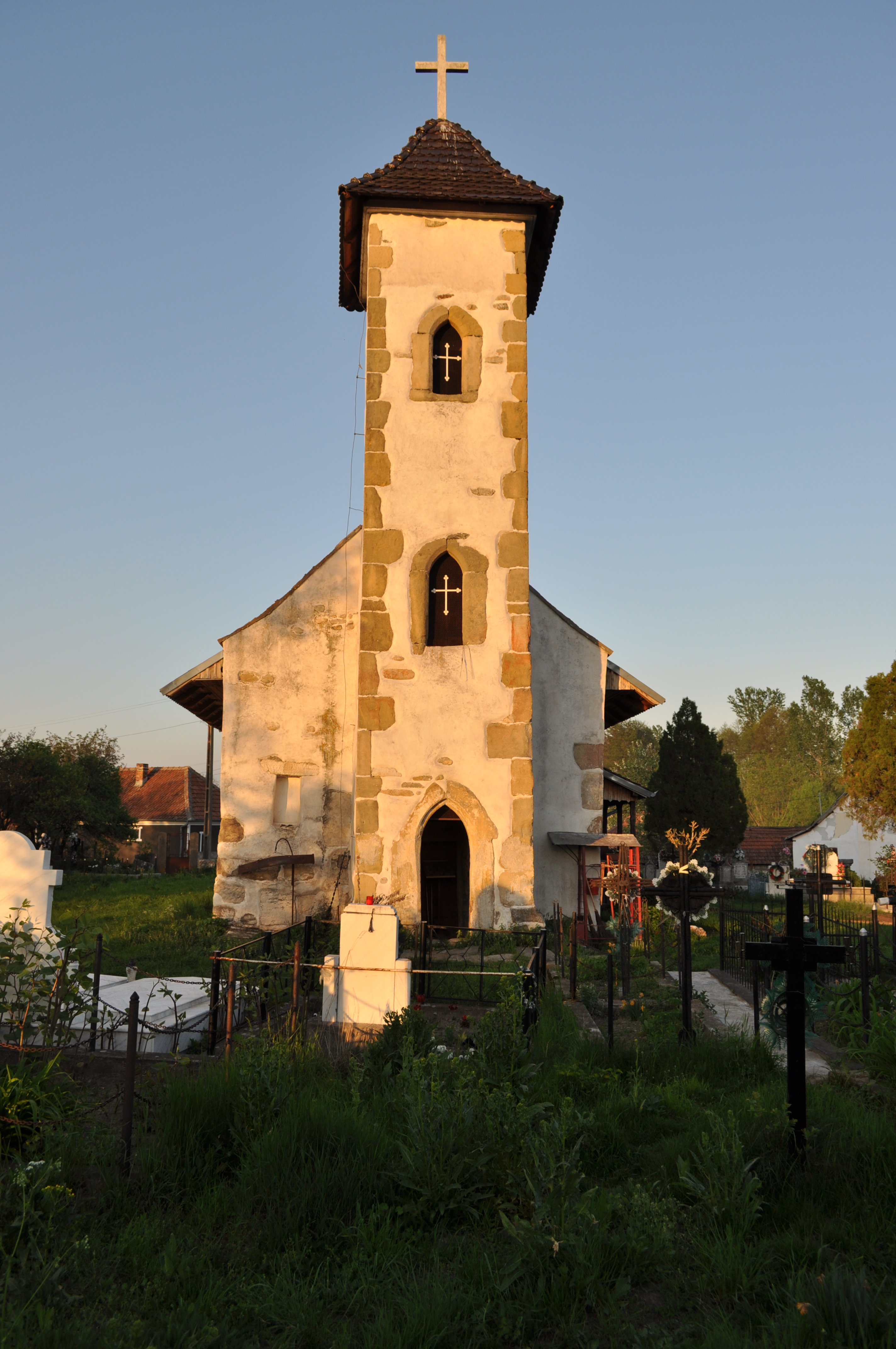
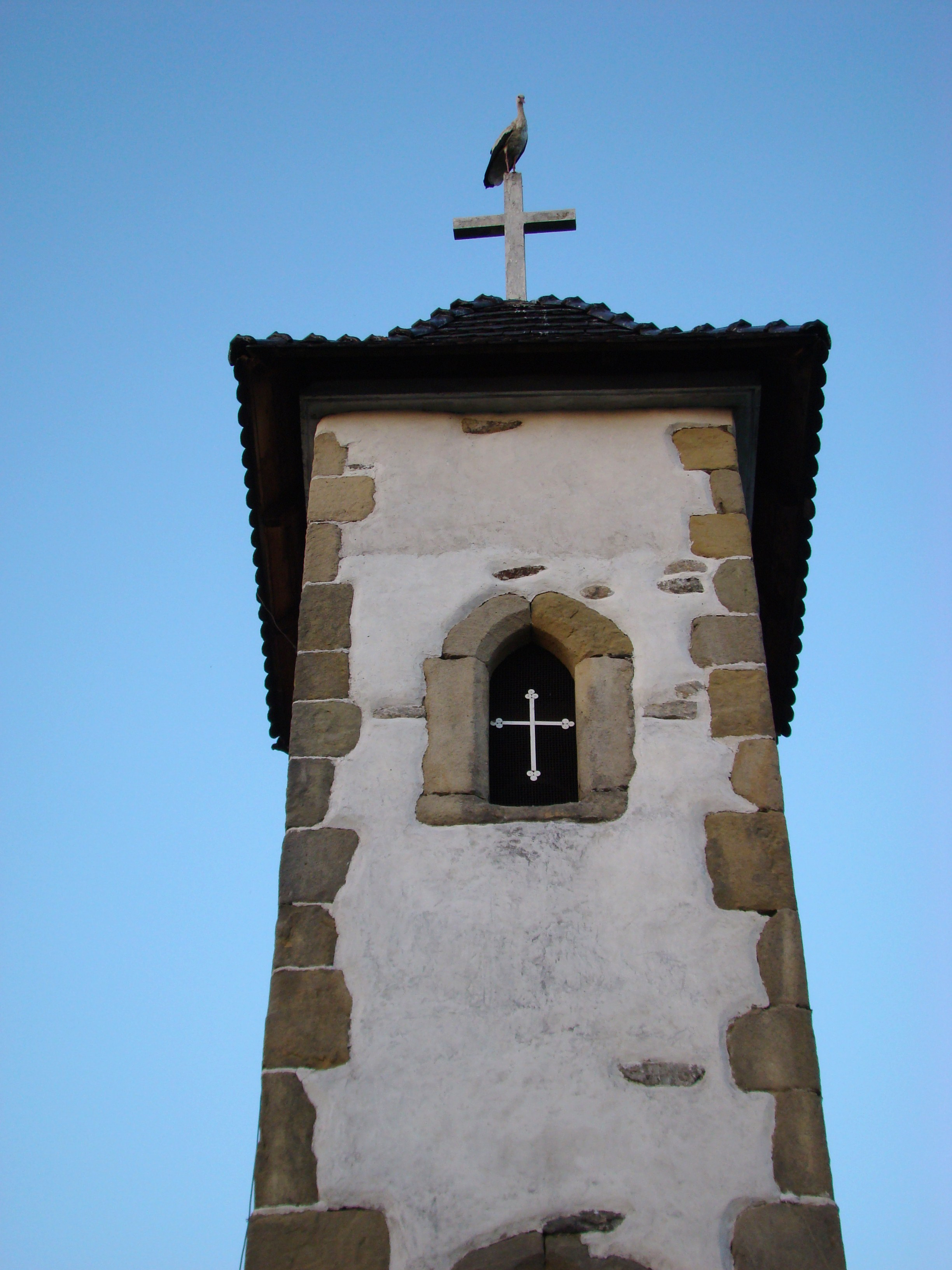
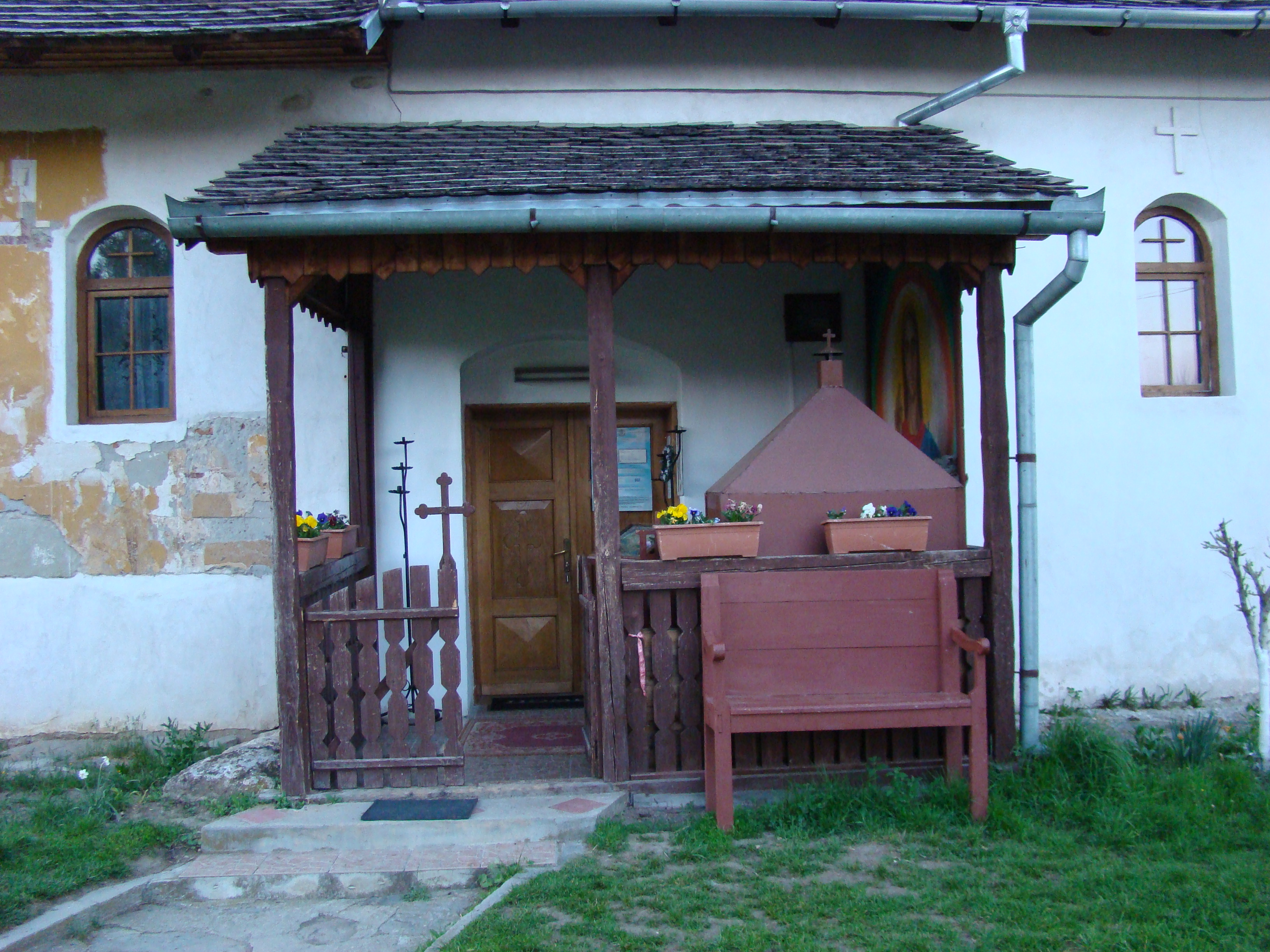
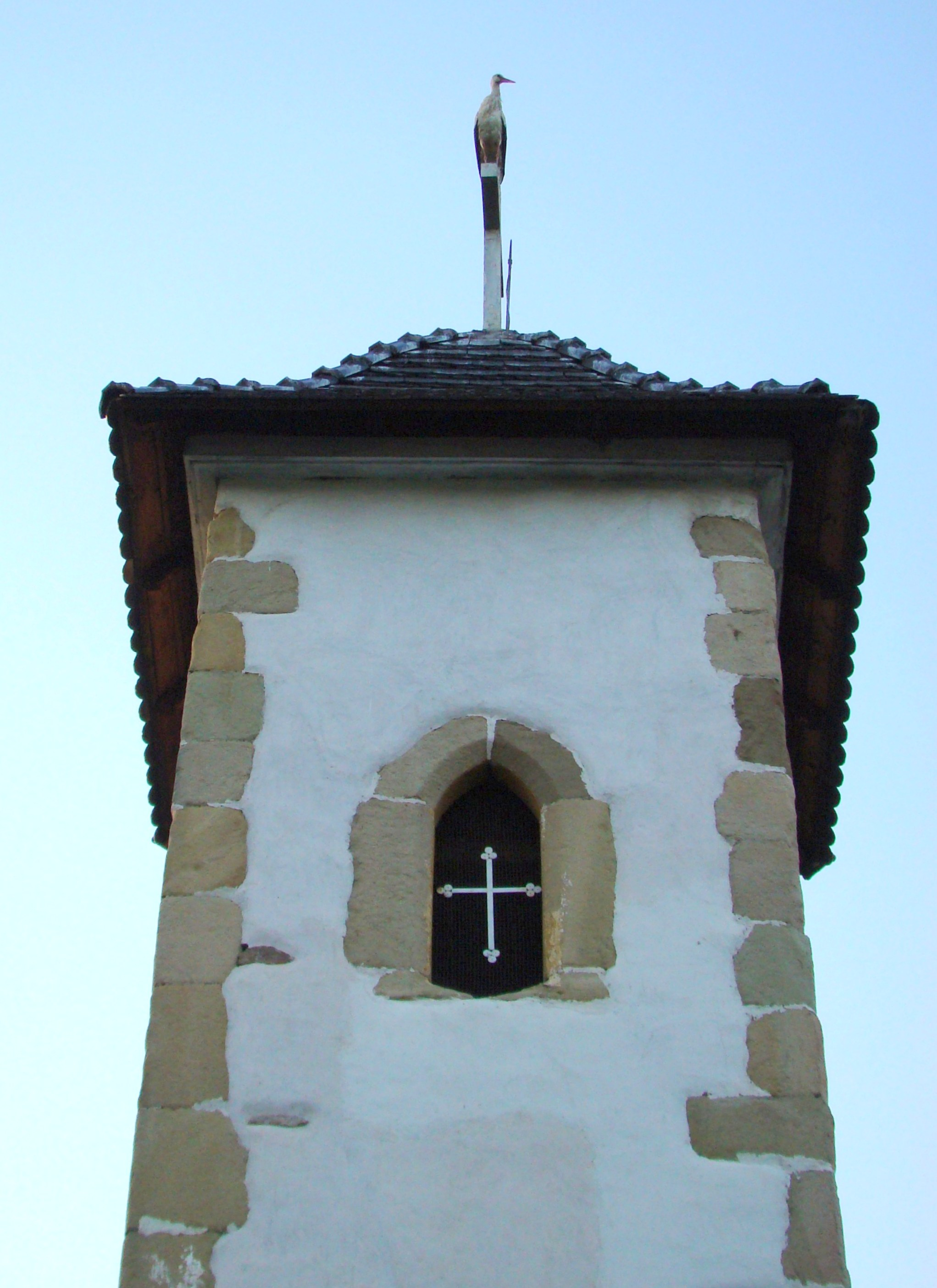
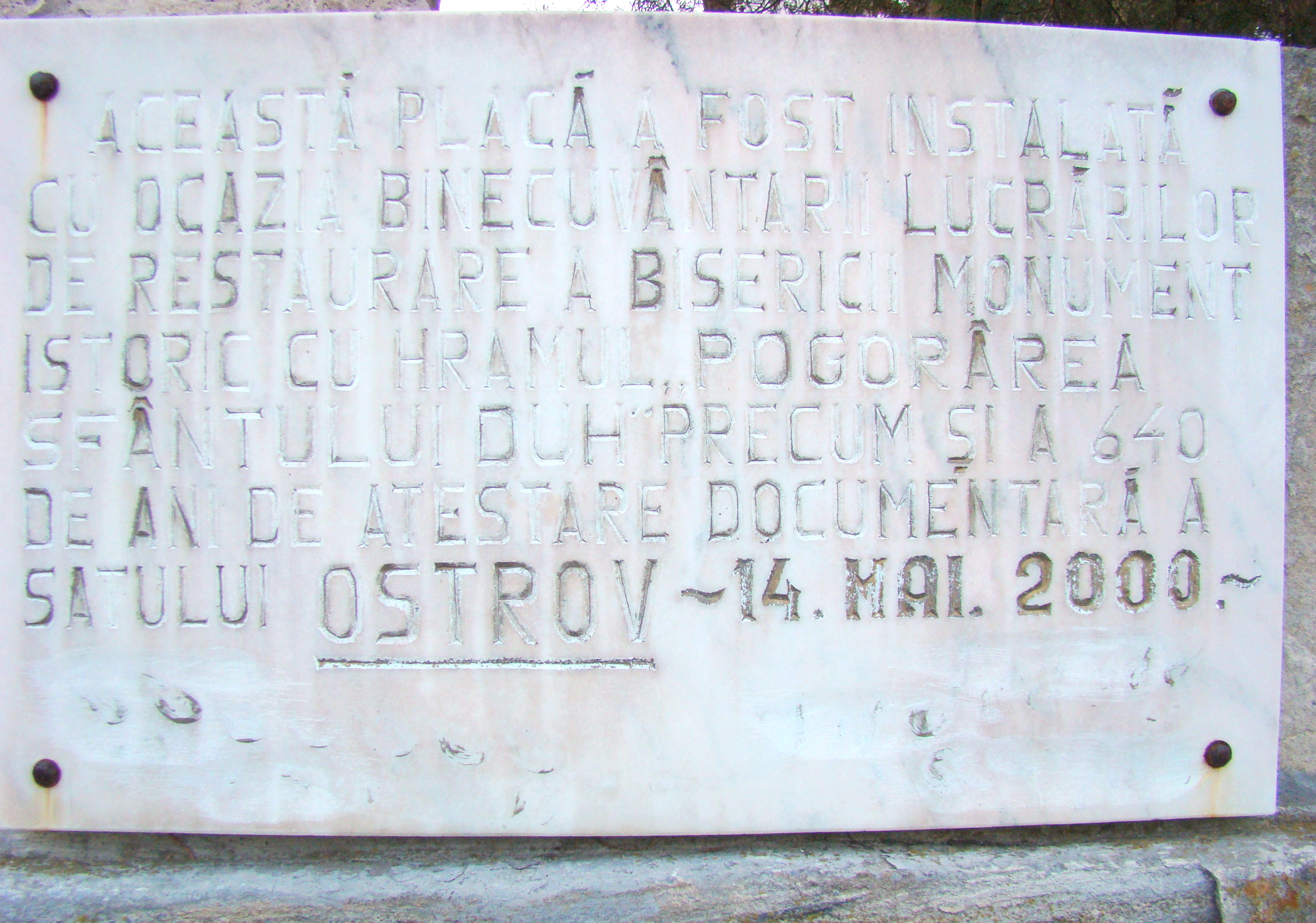
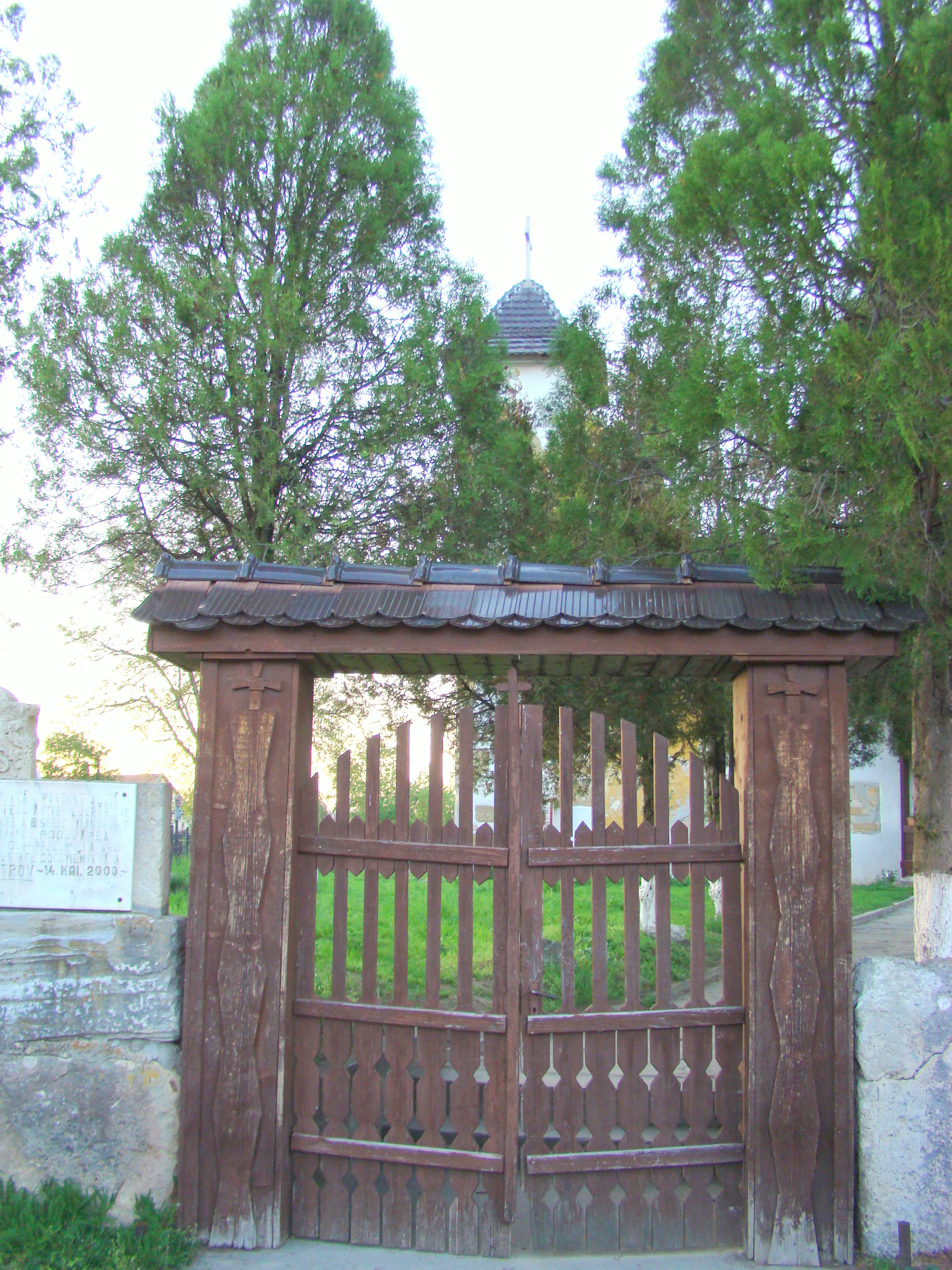
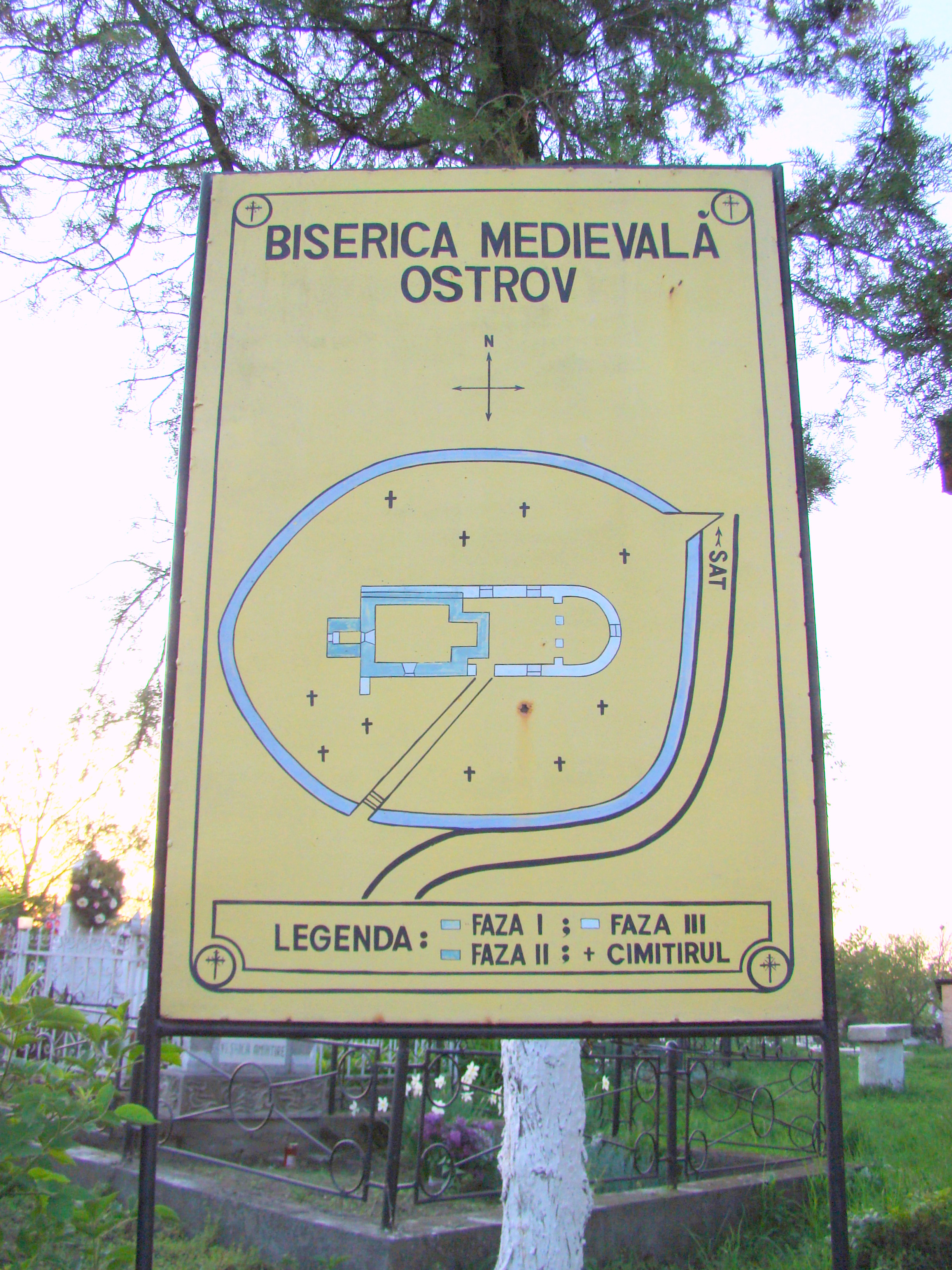
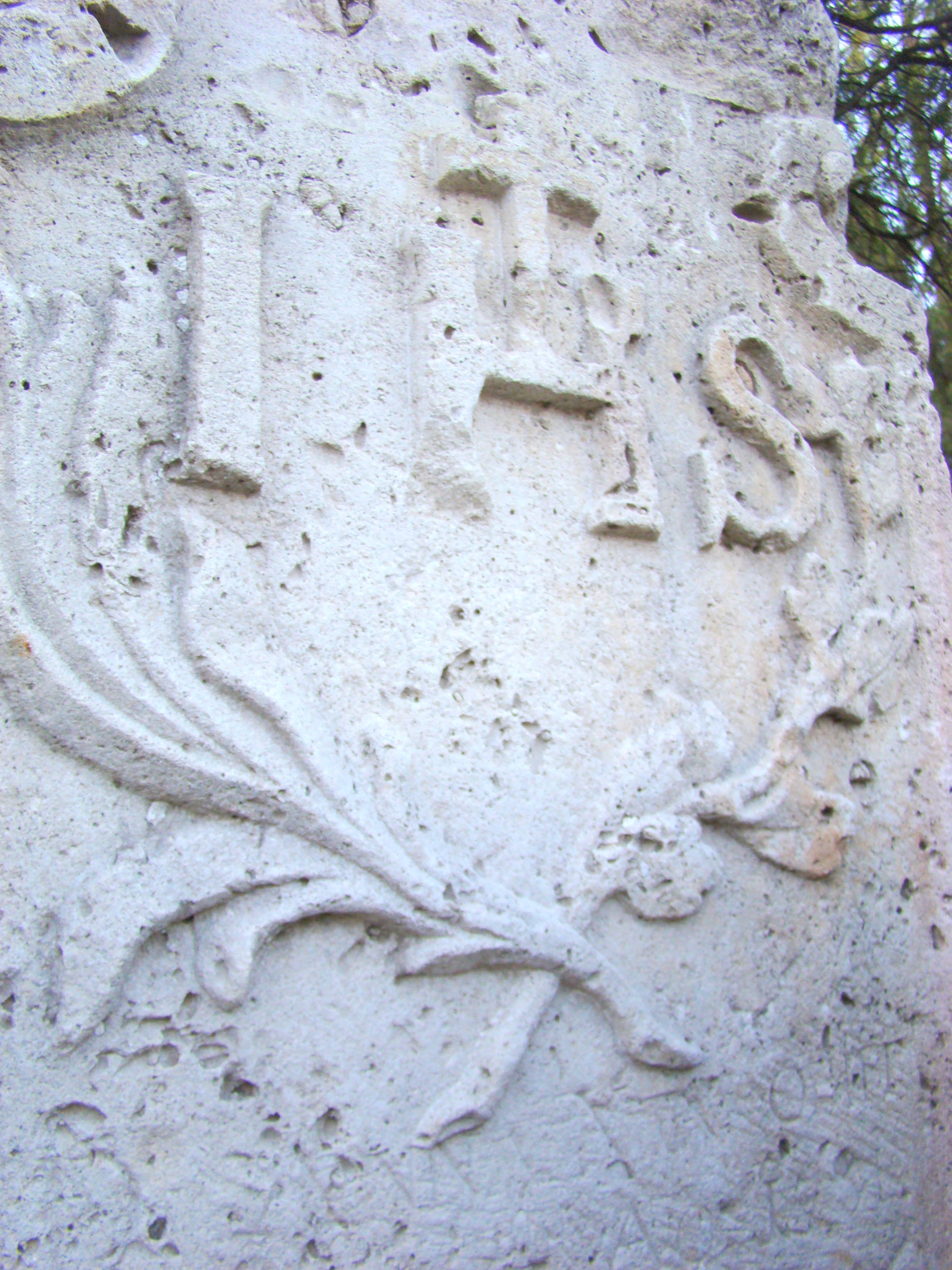
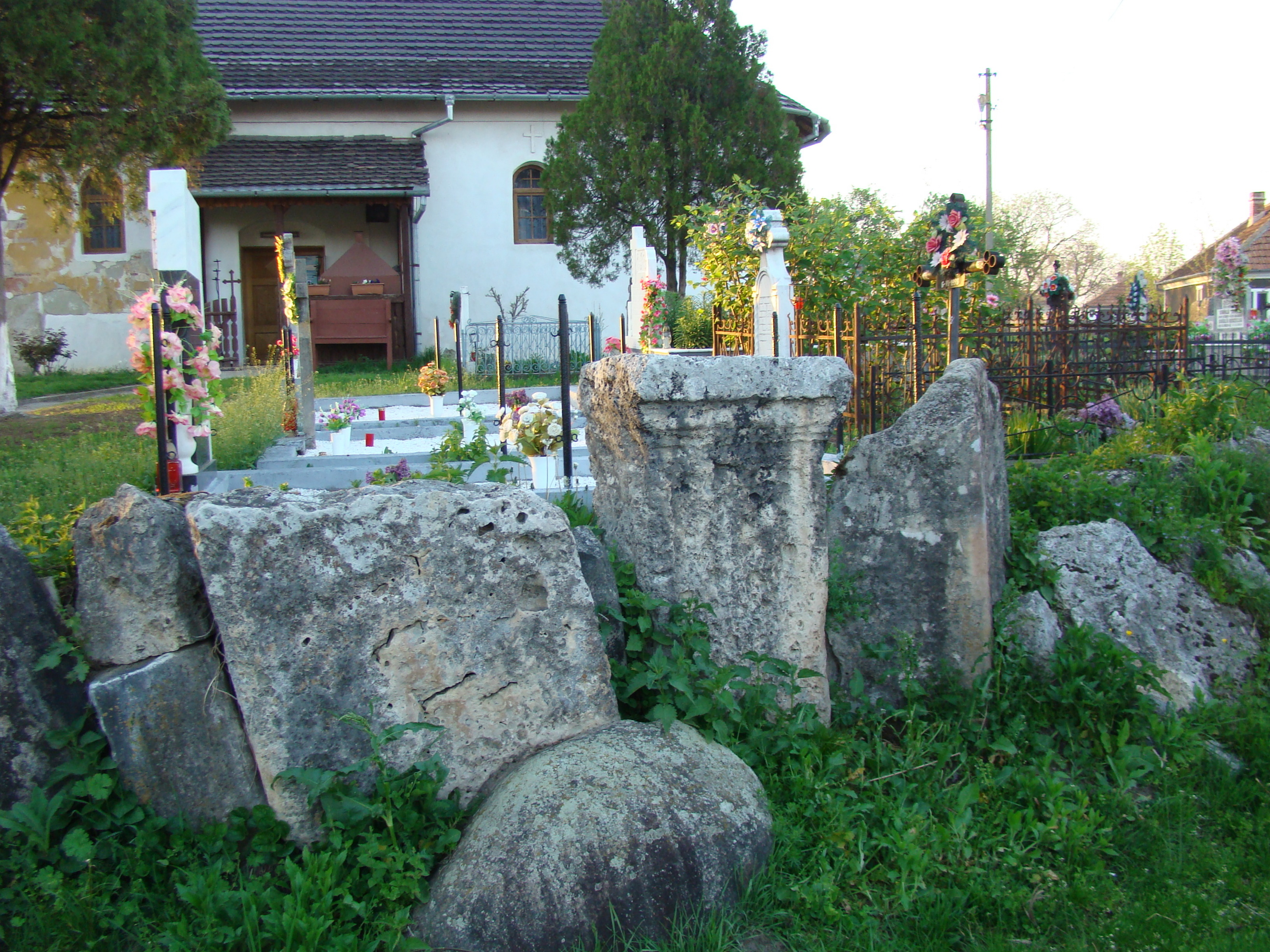
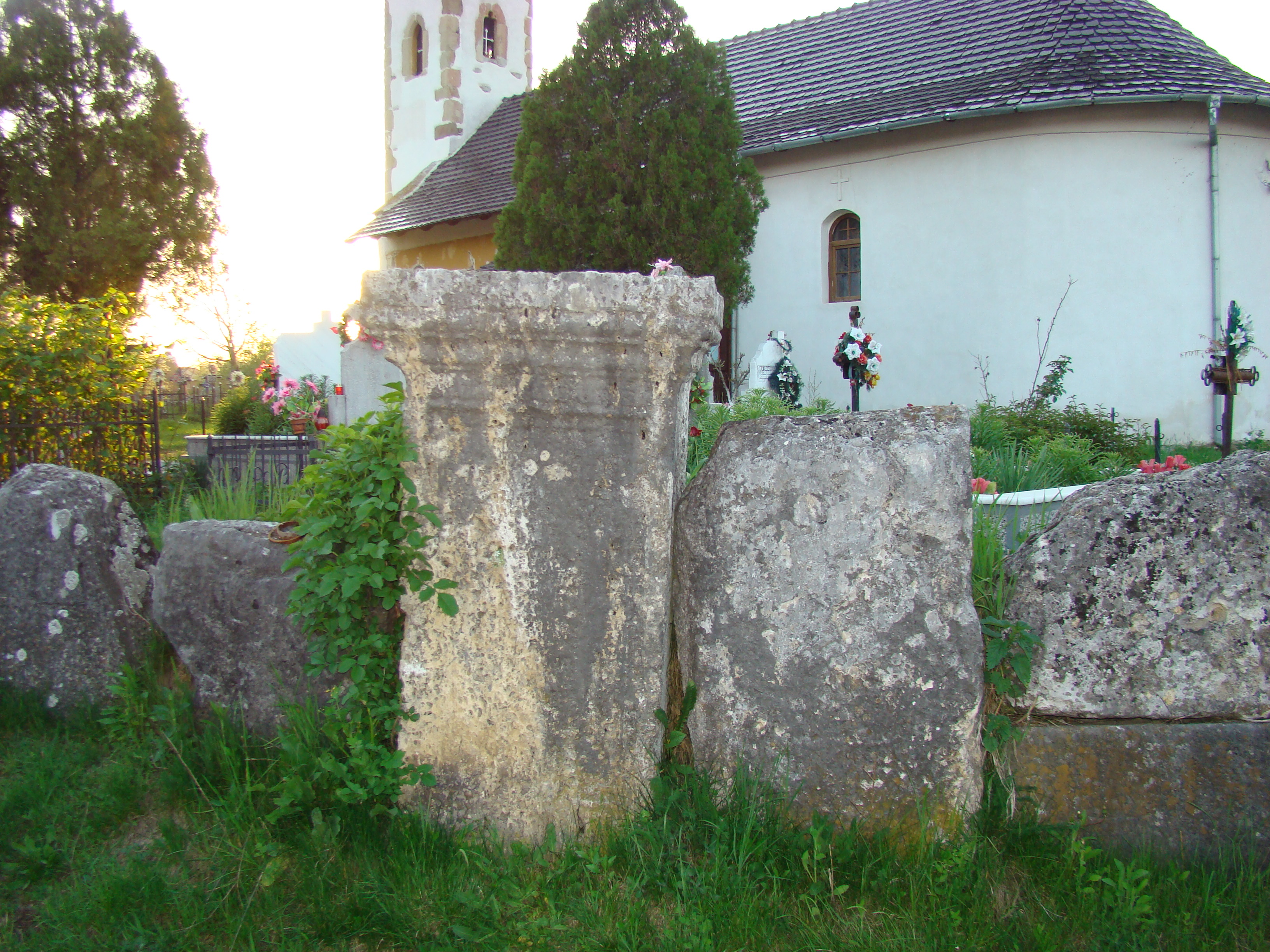
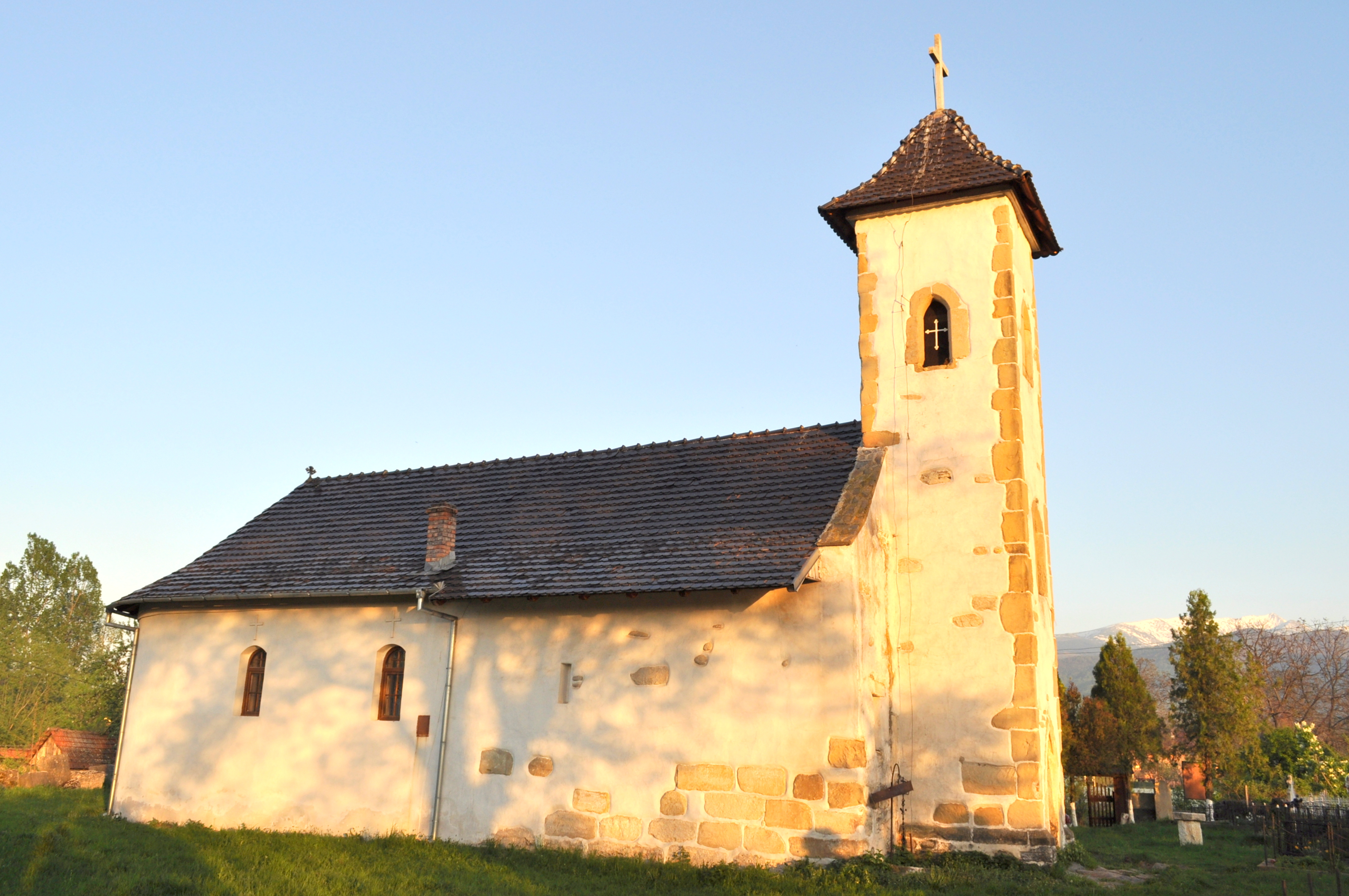
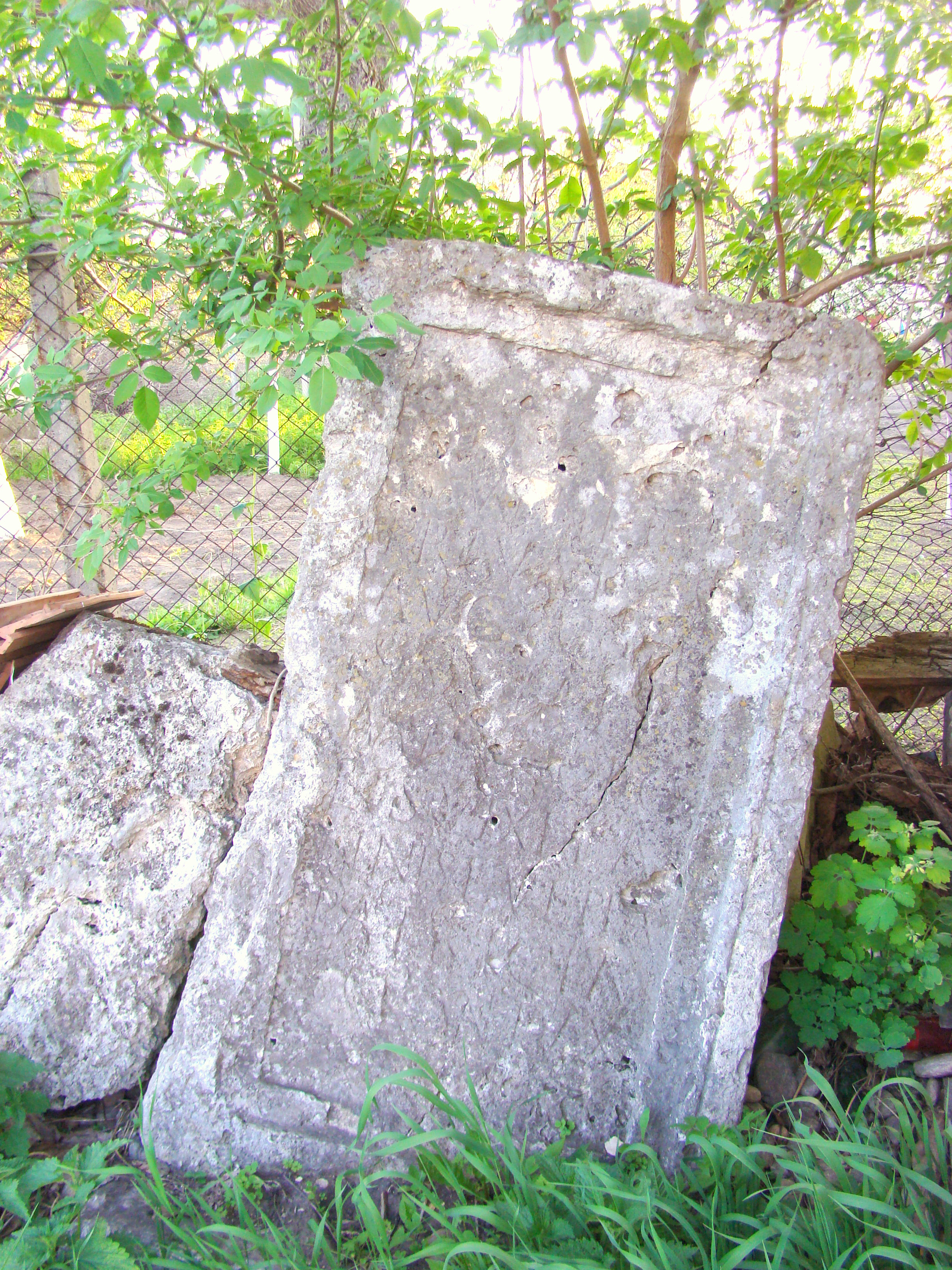
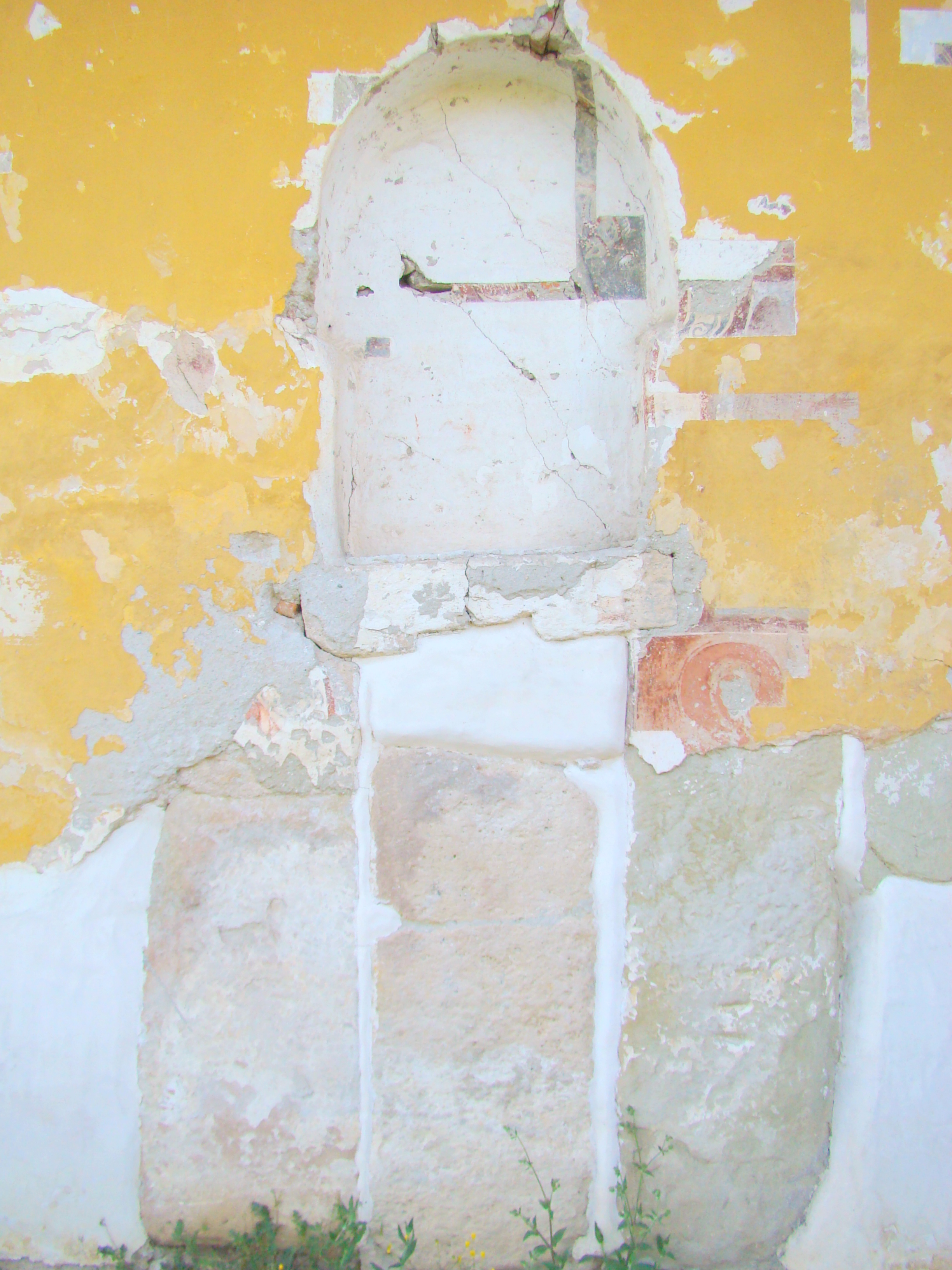
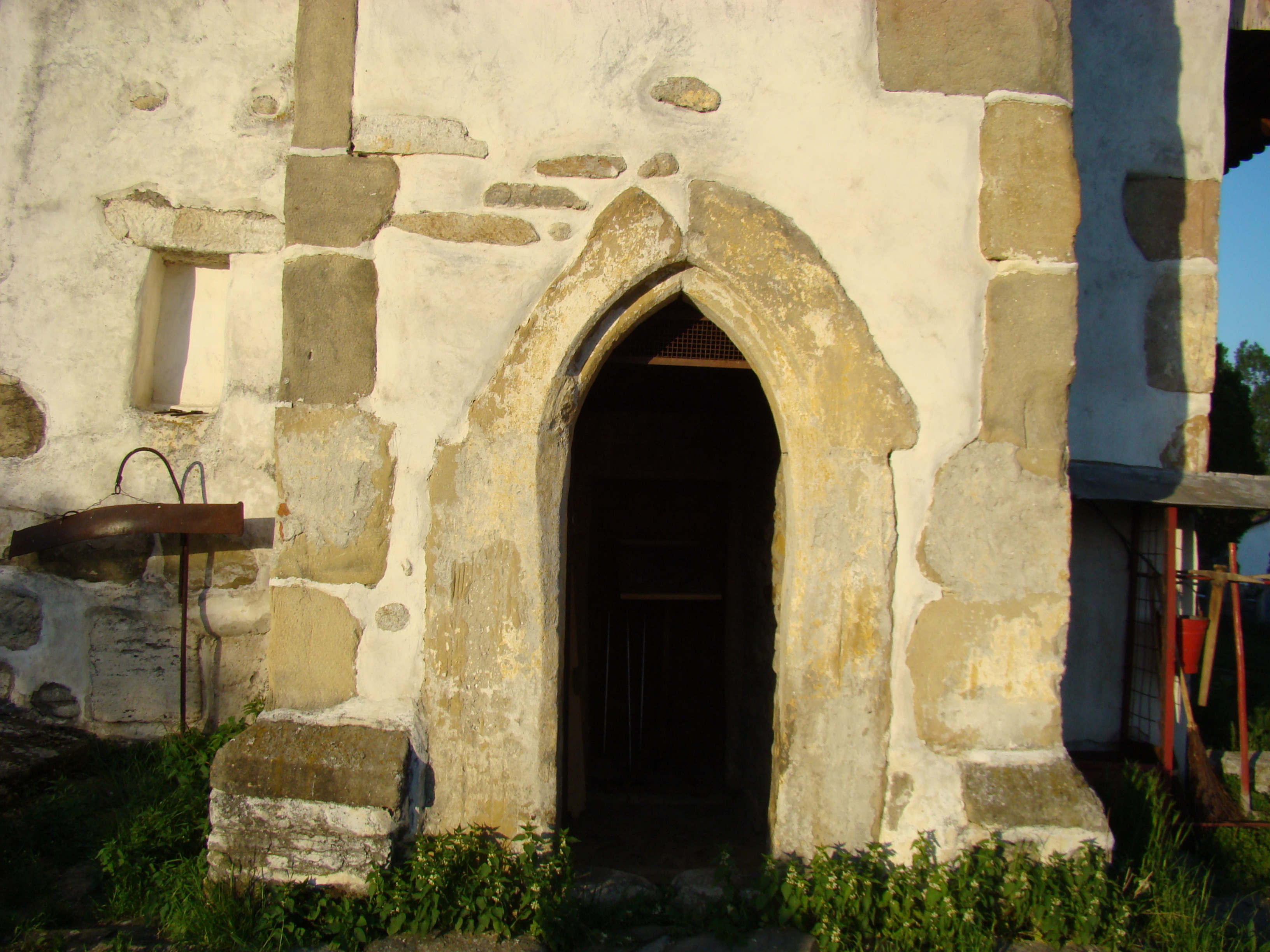
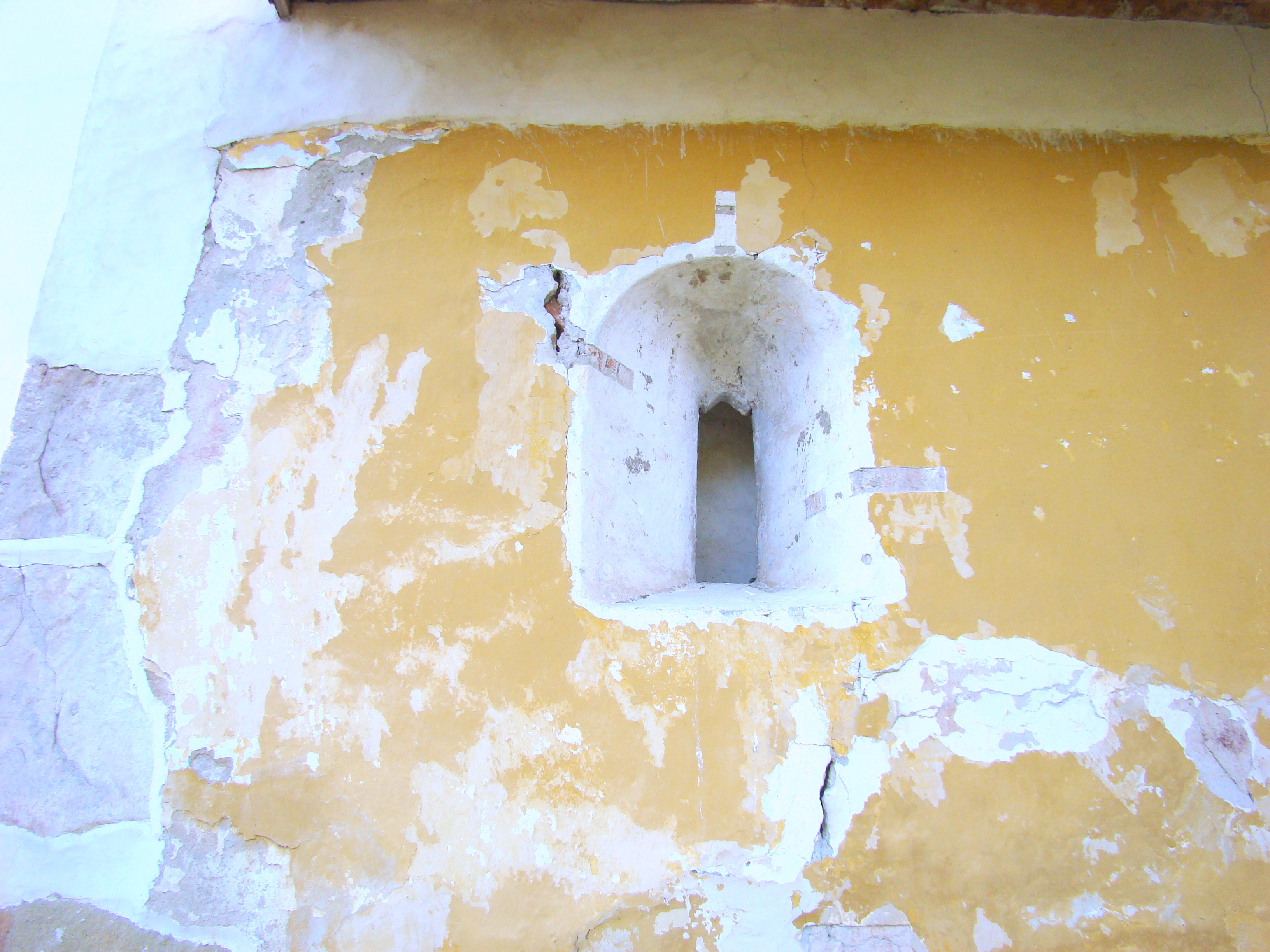
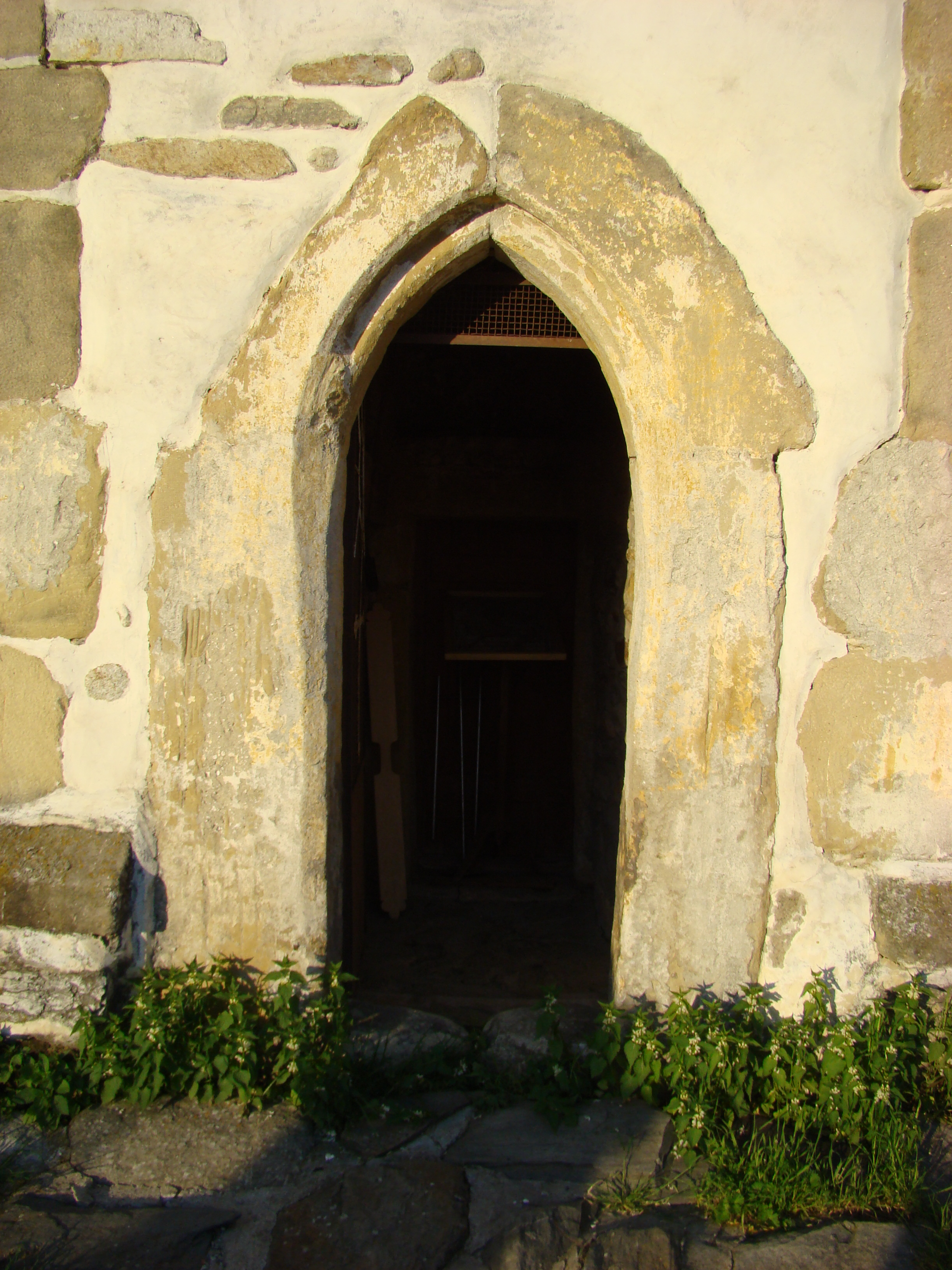
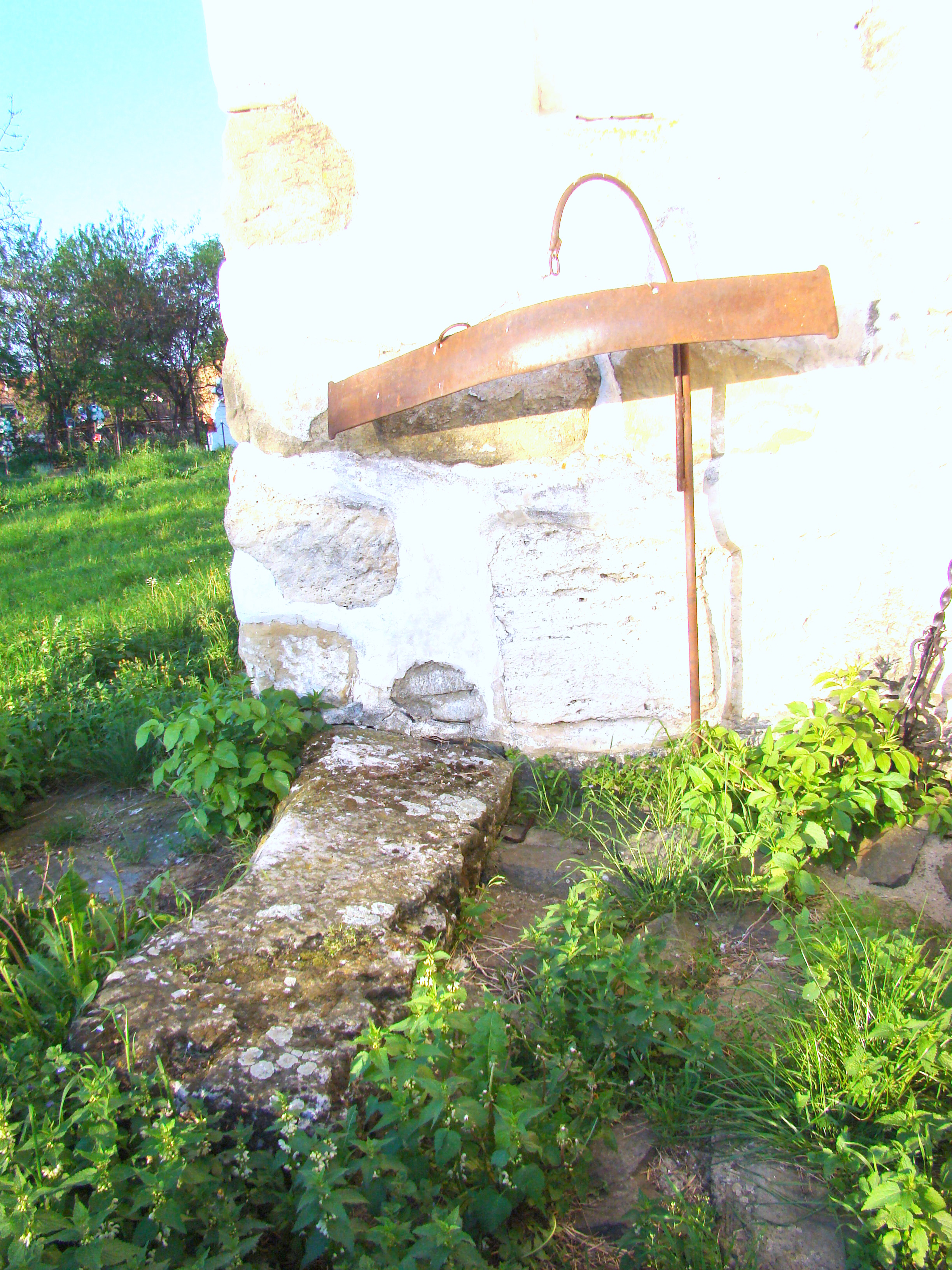
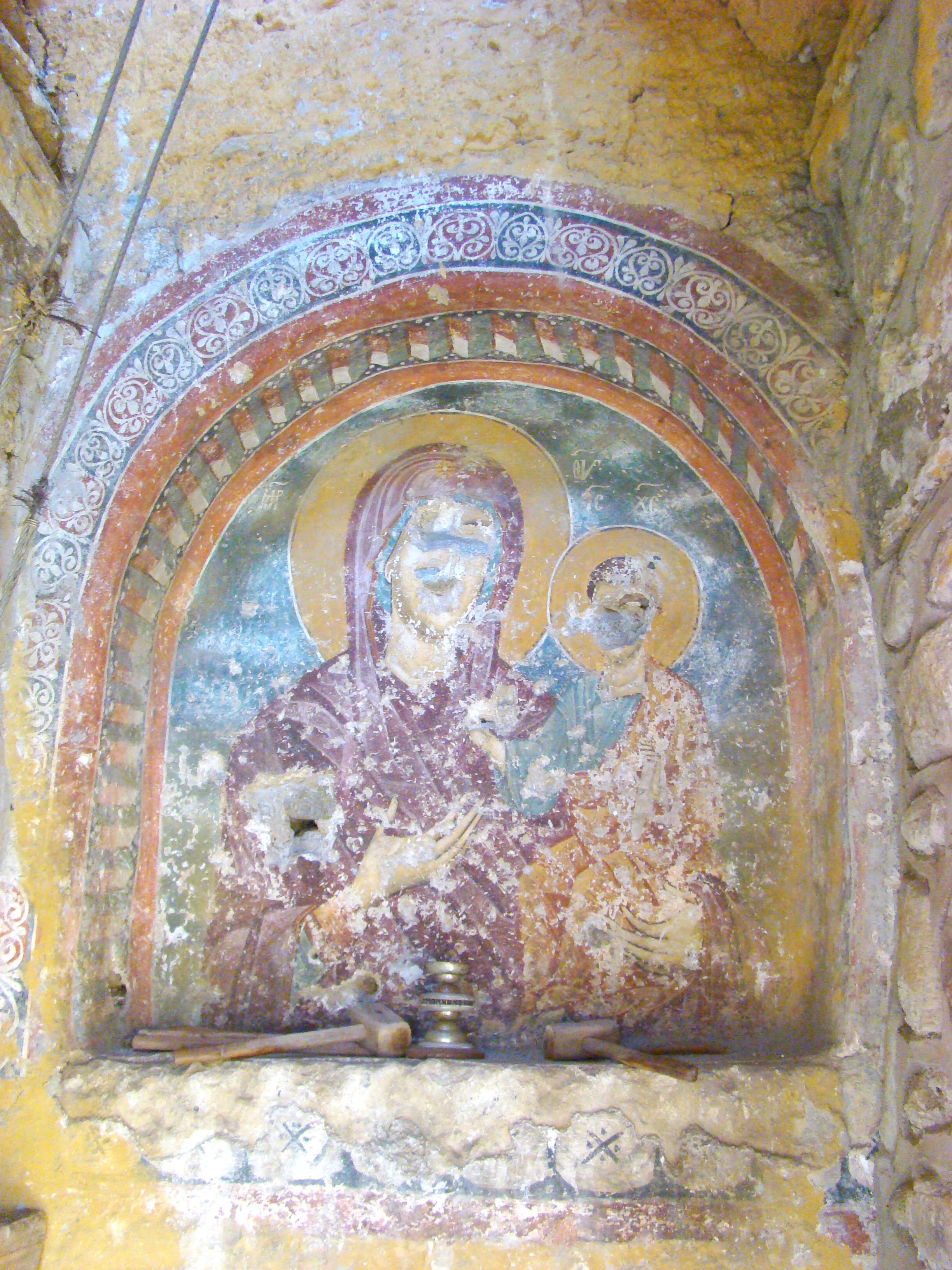

## Imagini din interior

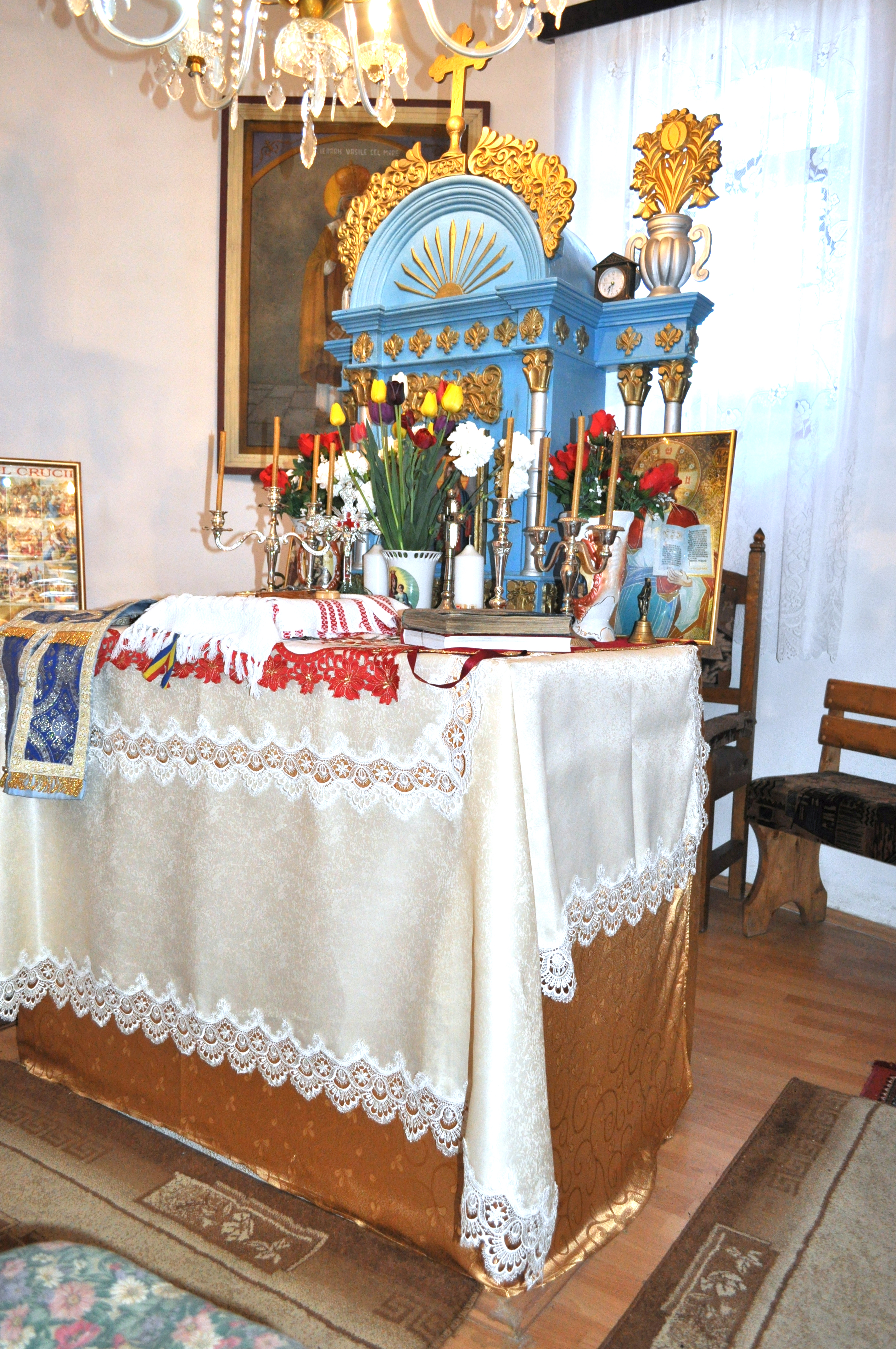
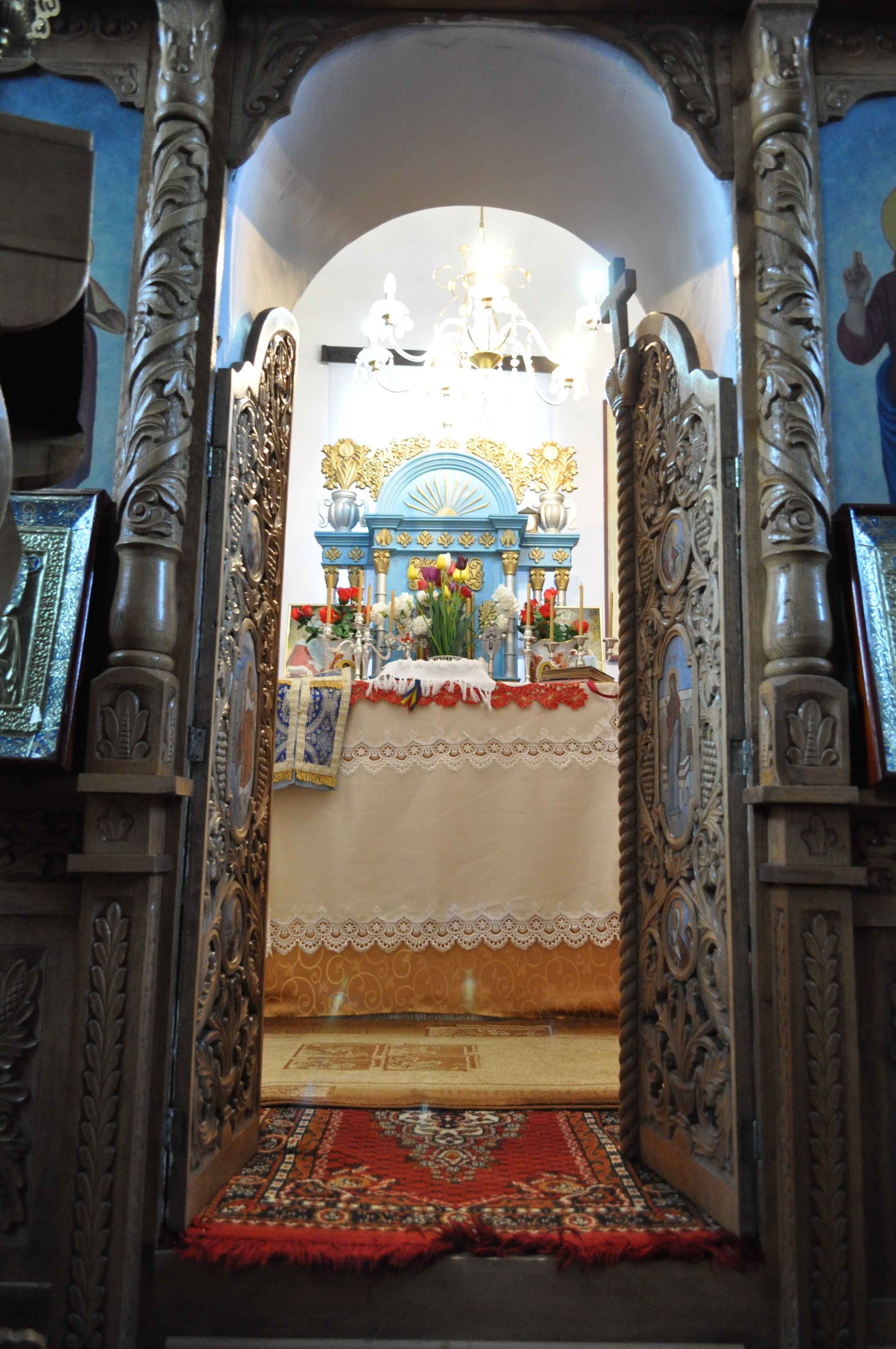
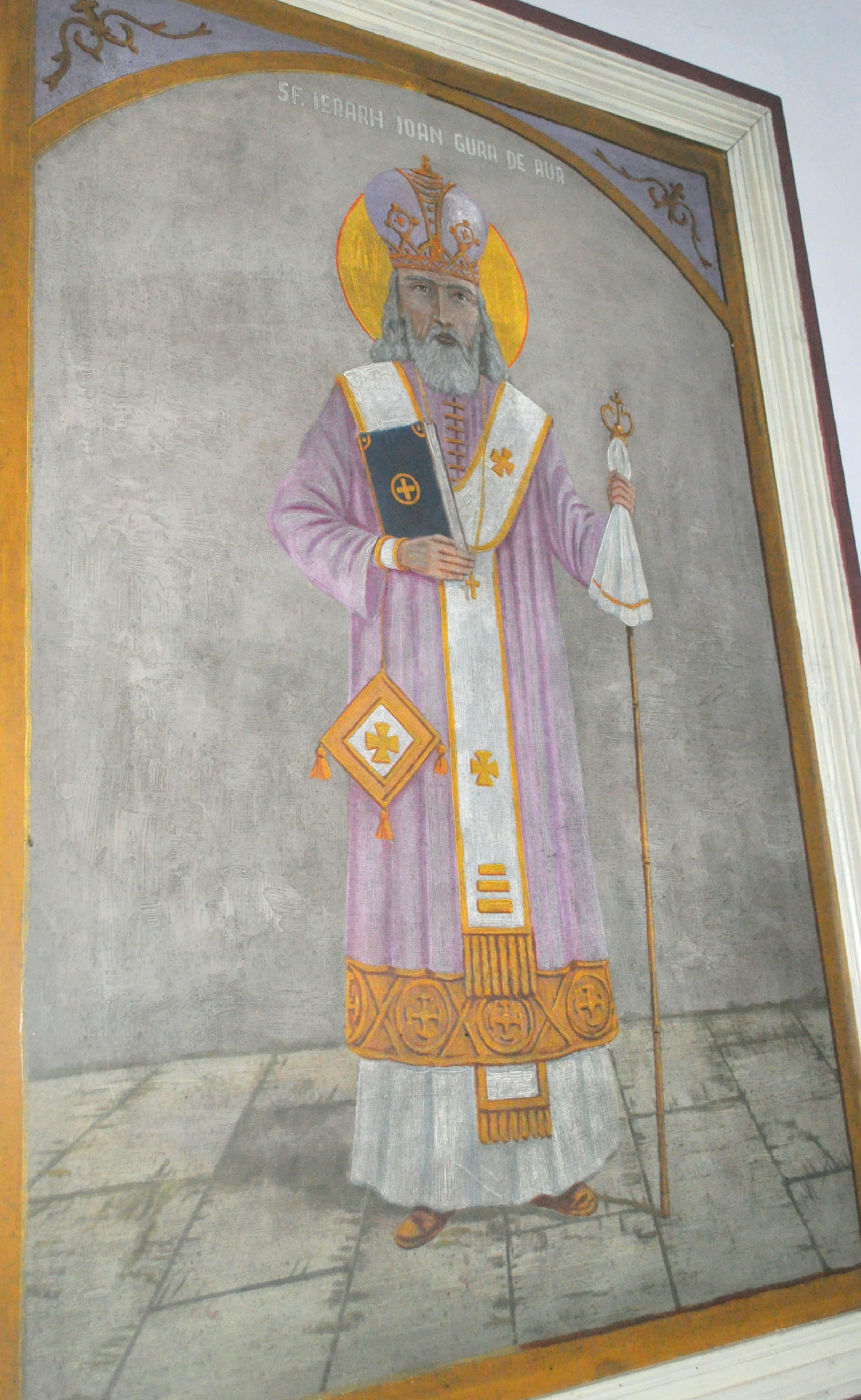
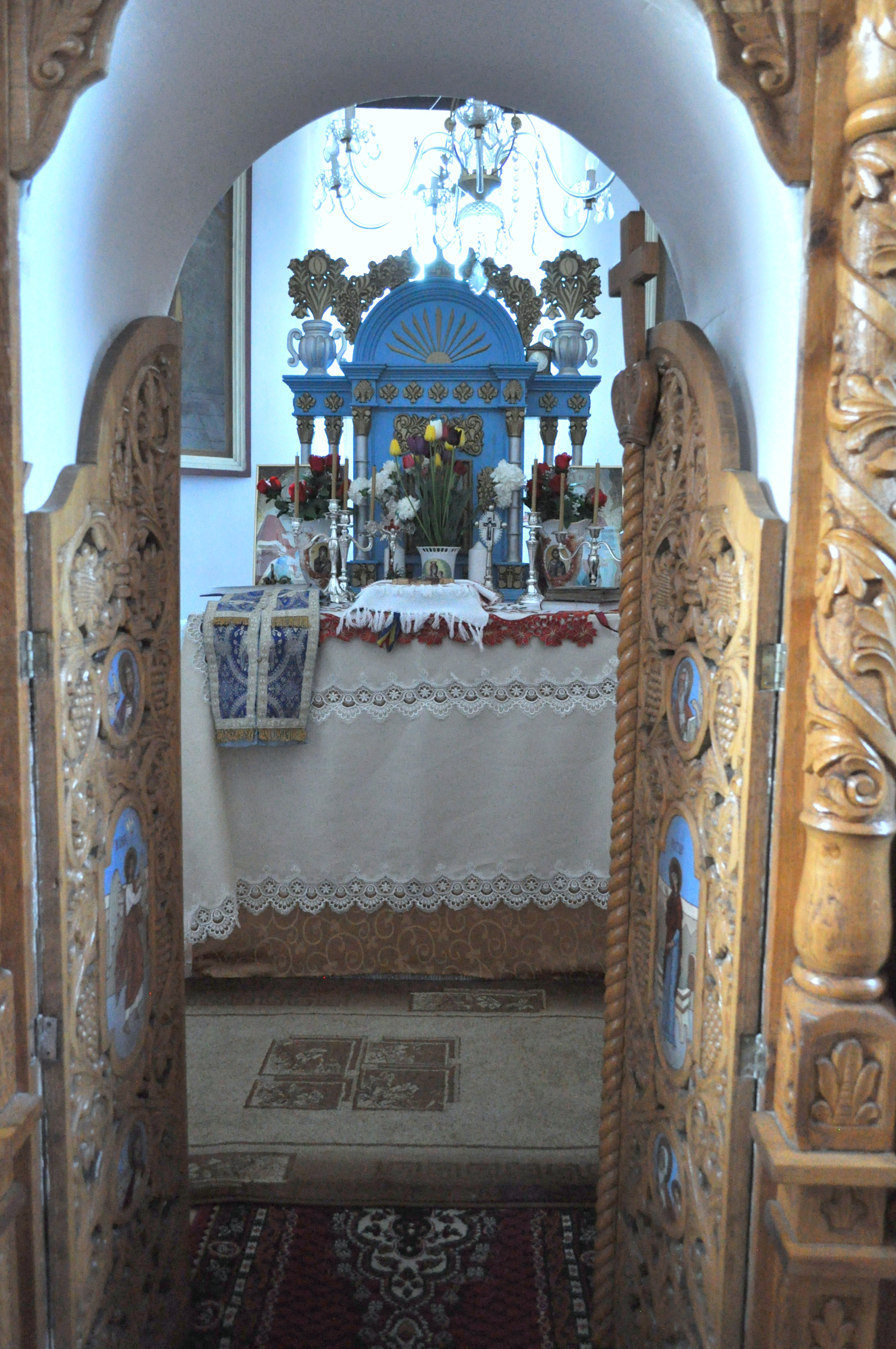
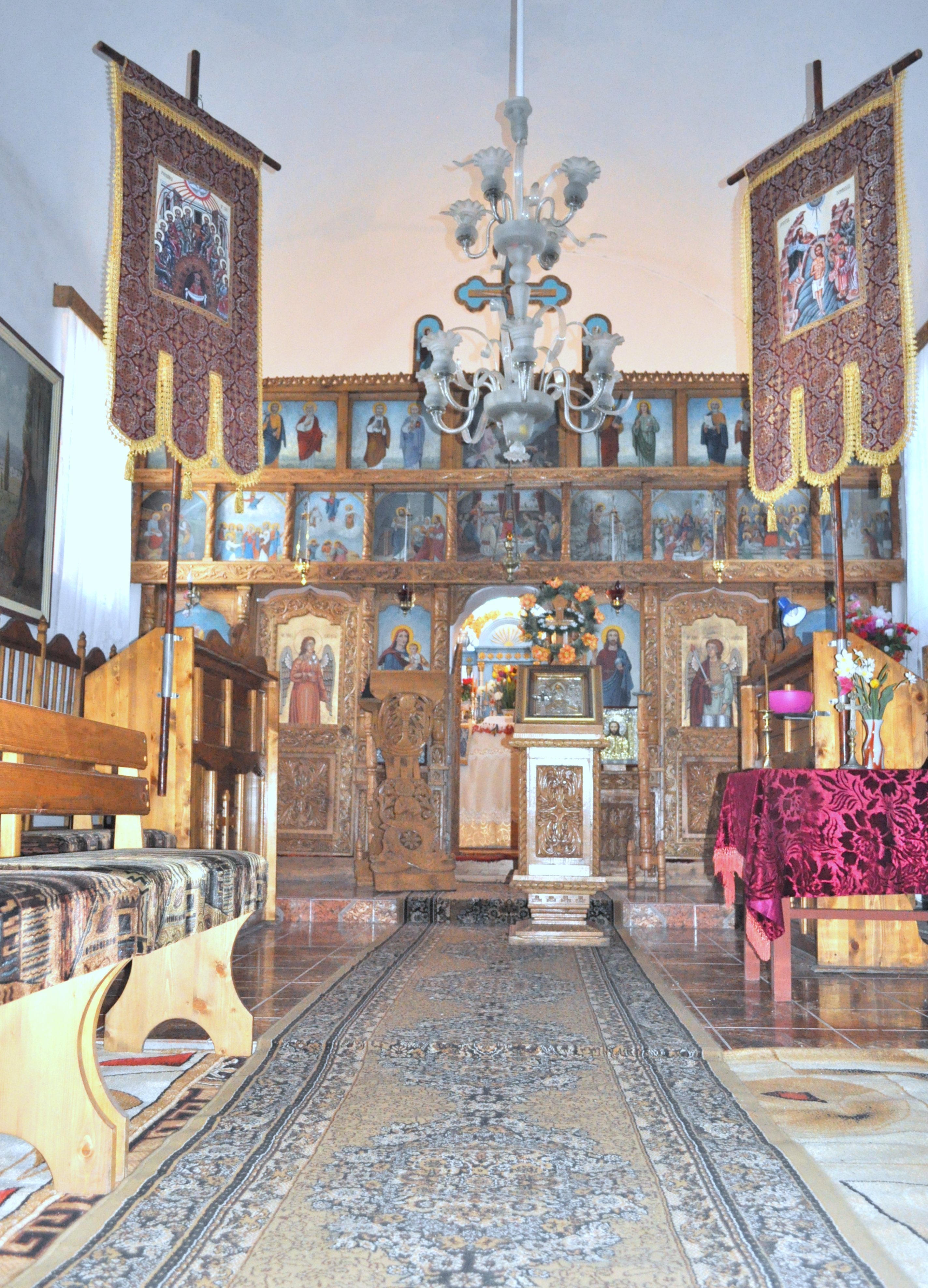
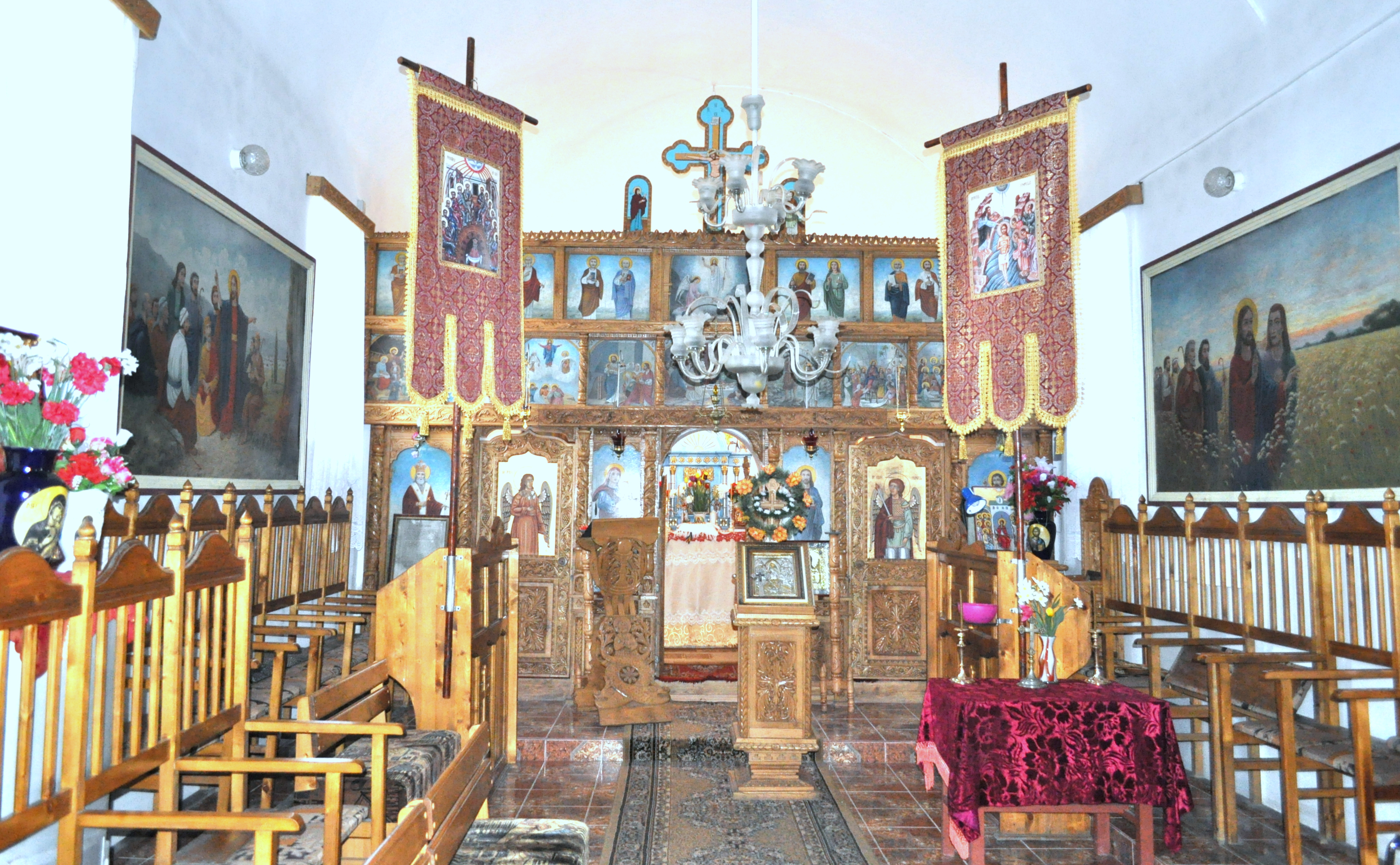
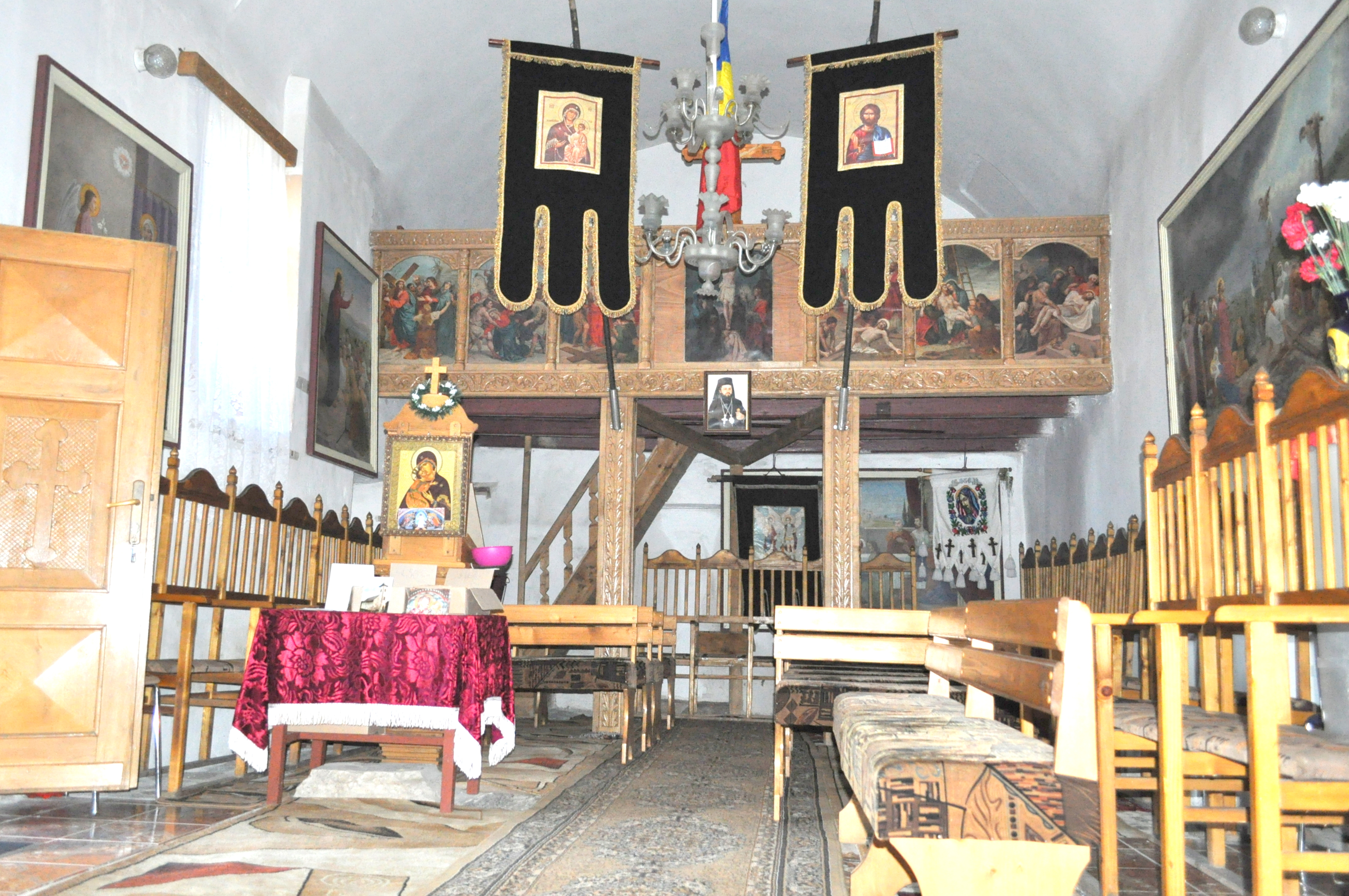
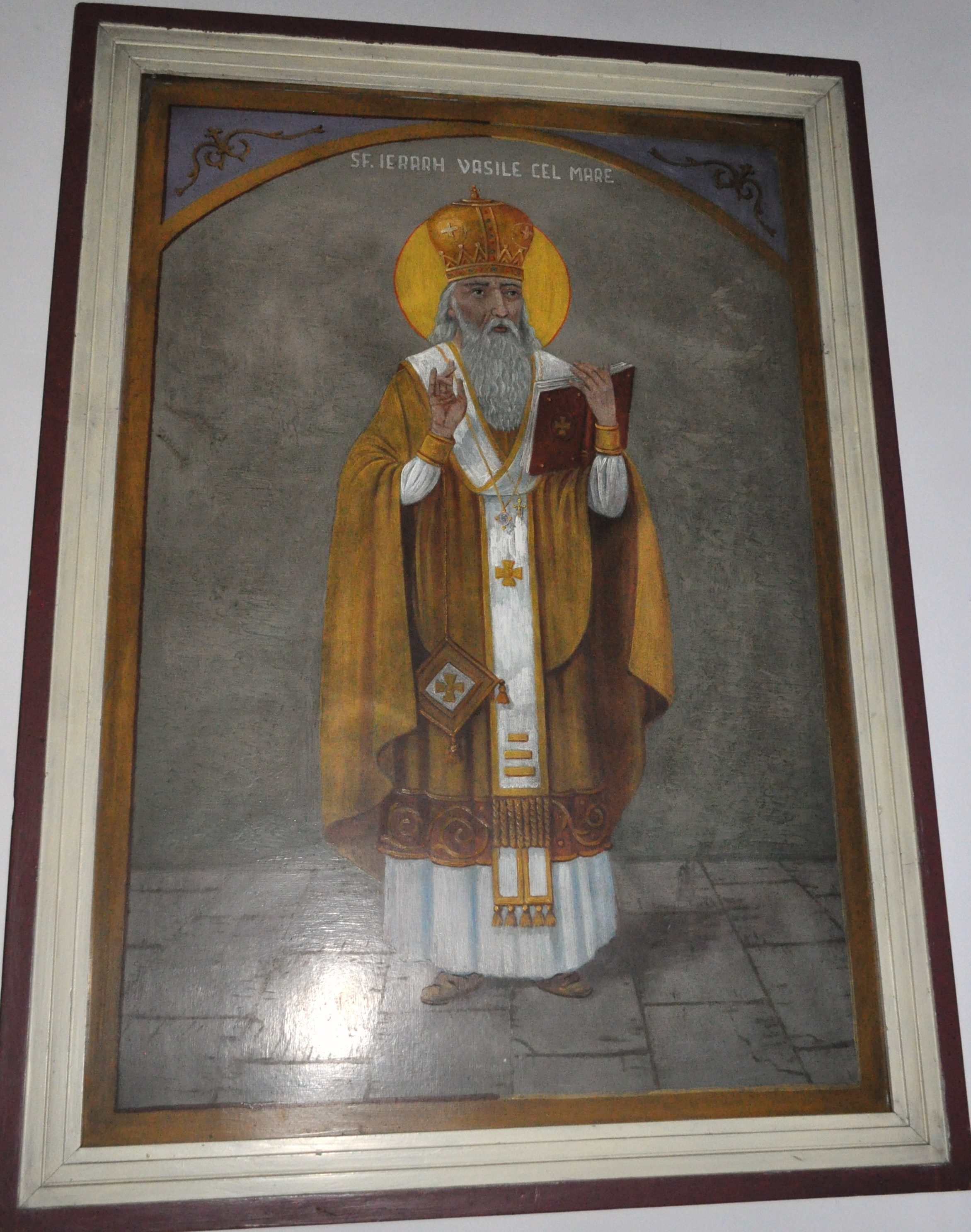
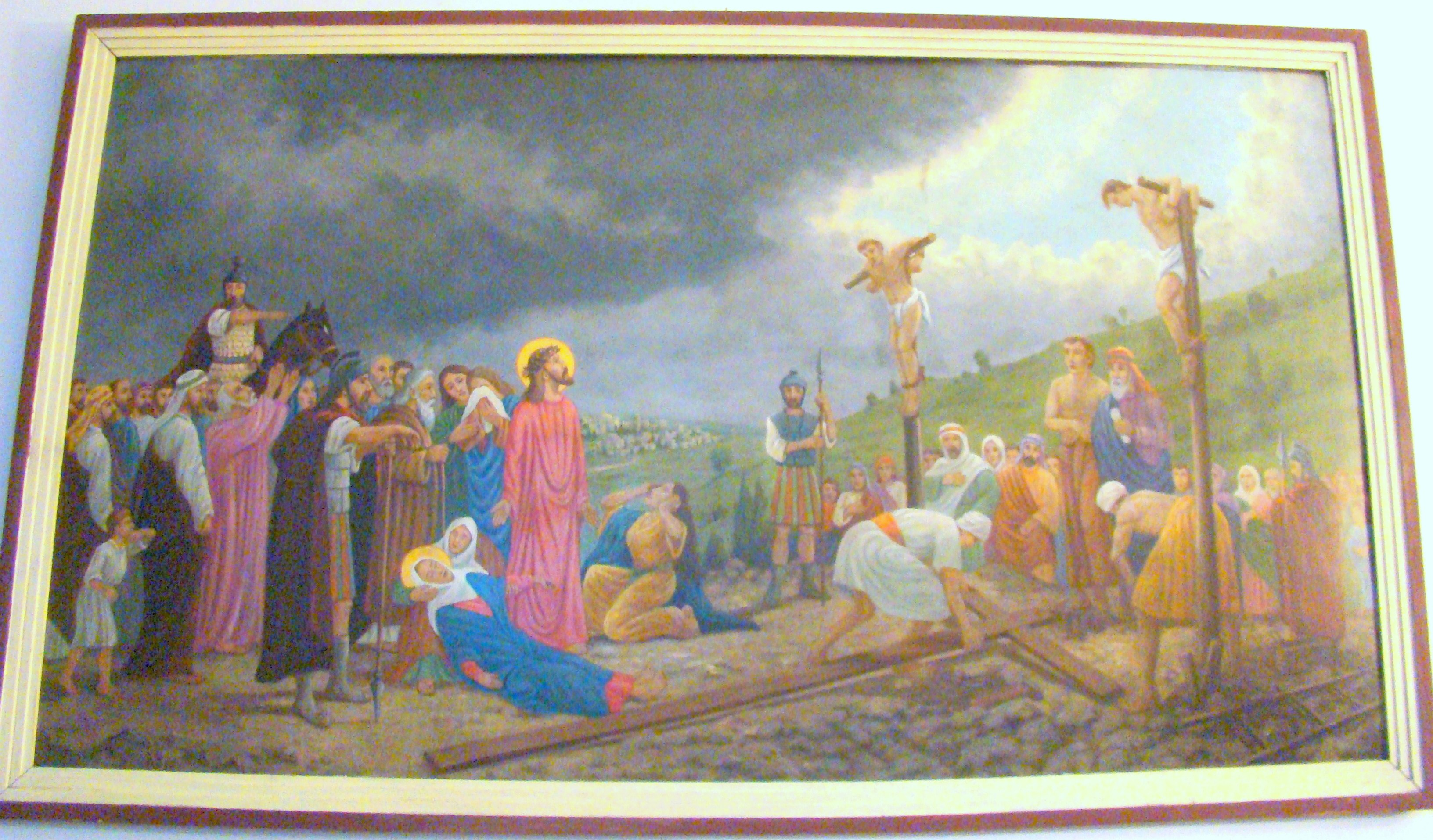
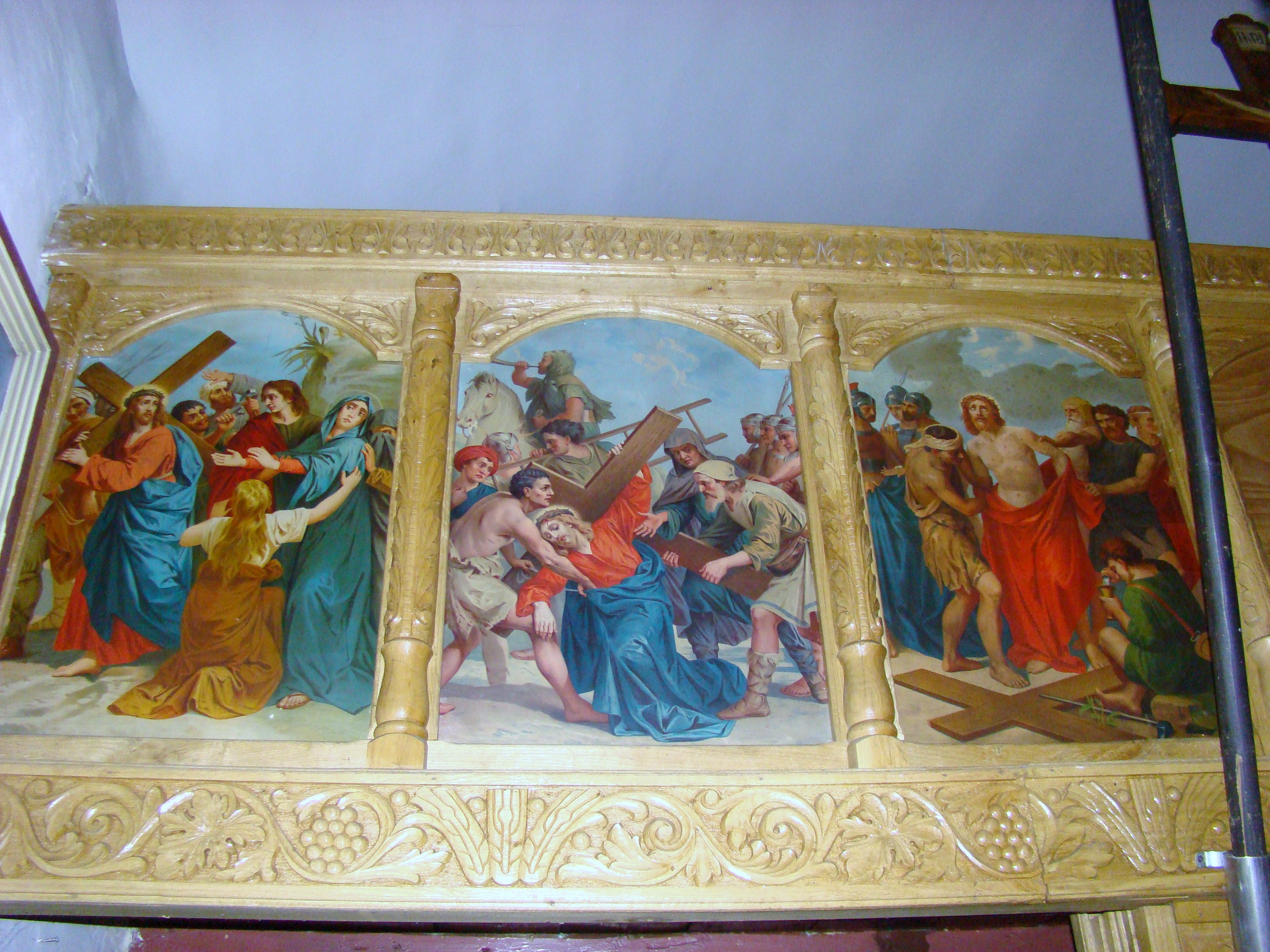
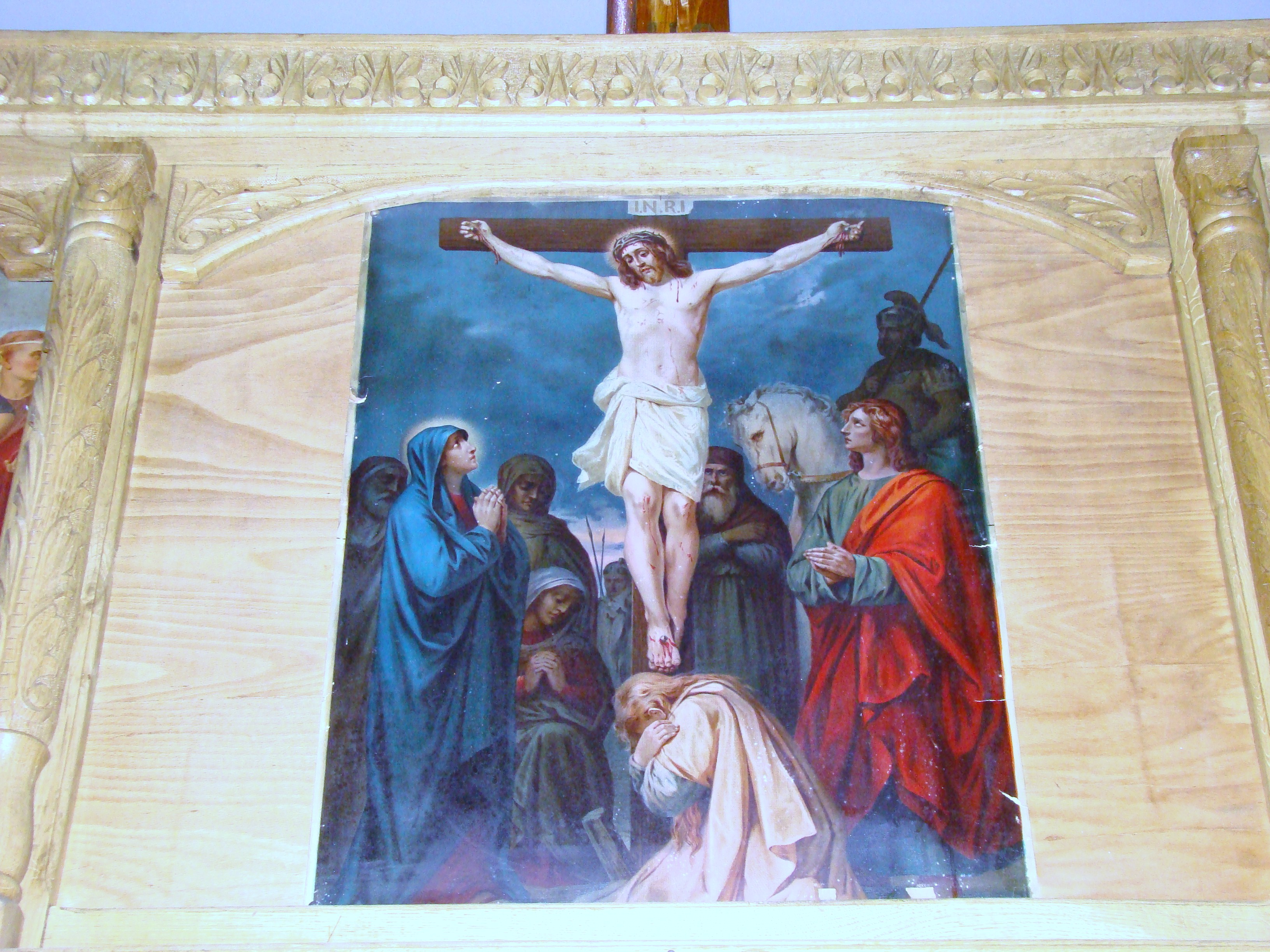
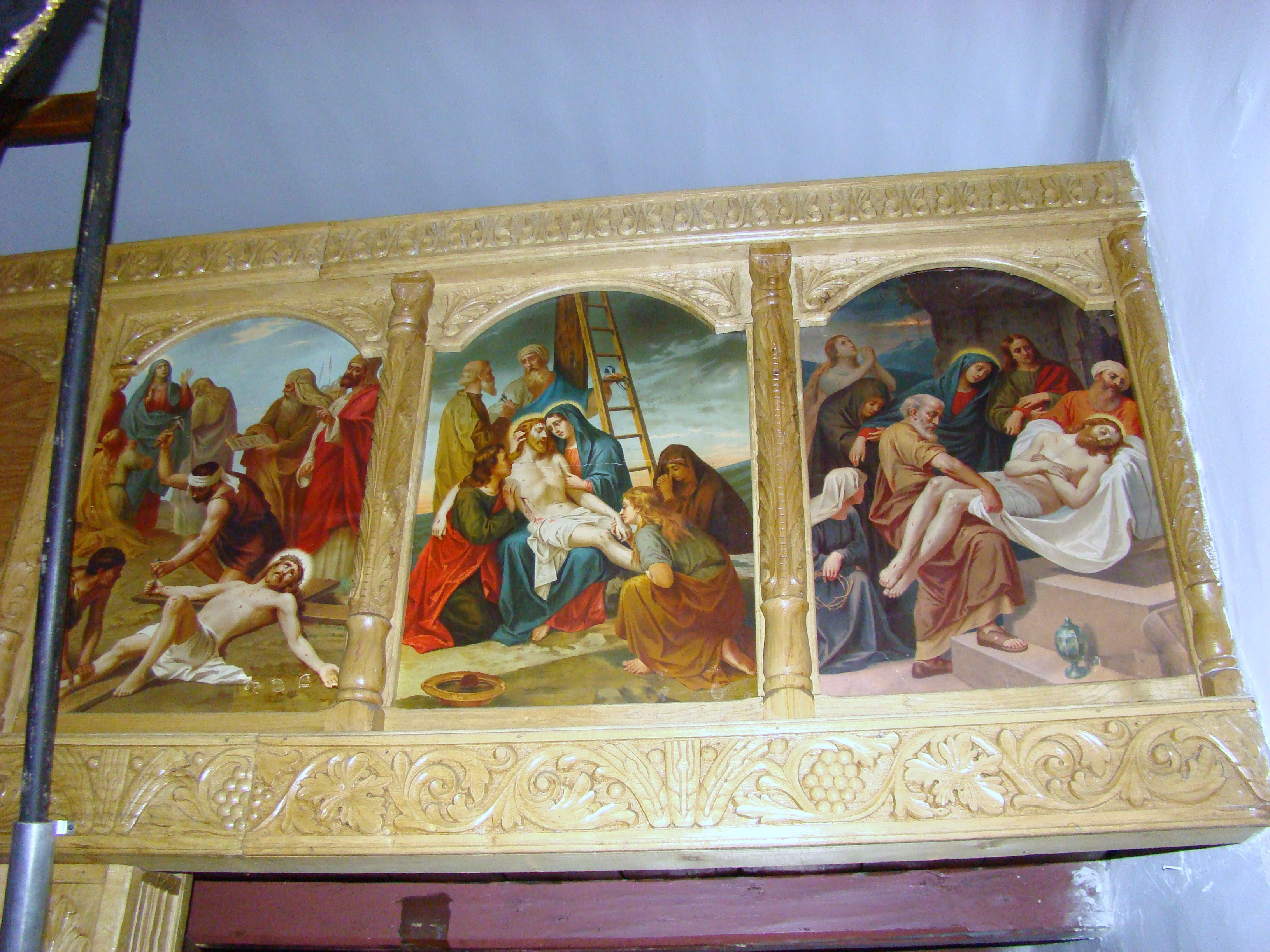